# Floris (televisieserie)
Floris (werktitel: Floris en de Fakir) is een Nederlandse televisieserie voor de jeugd, geschreven door Gerard Soeteman en geregisseerd door Paul Verhoeven. De hoofdrollen werden gespeeld door Rutger Hauer (Floris) en Jos Bergman (Sindala). Er waren twaalf zwart-witafleveringen. Deze werden eind 1969 uitgezonden door de NTS en zijn nadien meermaals herhaald.

## Productie en achtergrond
Tot het maken van de serie werd in 1967 besloten door Carel Enkelaar, directeur van de NTS. In het buitenland genoten series als Ivanhoe (Brits, tevens op de Nederlandse tv uitgezonden),  Thierry la Fronde (Frans, eveneens op de Nederlandse tv uitgezonden, als Thierry de slingeraar) en ook de Vlaamse serie Johan en de Alverman, die in de Middeleeuwen speelden, grote populariteit. Hij zag mogelijkheden voor een dergelijke Nederlandse serie en gaf dramavertaler Gerard Soeteman opdracht met een voorstel te komen. Deze schreef toen een scenario voor een serie over een ridder en een fakir, Floris en de Fakir genaamd.
In de serie worden de Bourgondiërs als helden afgeschilderd en hun vijanden (Gelre en Lange Pier) als immorele schurken en veroveraars, terwijl die in de Gelderse Oorlogen tegen de Bourgondische veroveraars juist voor hun eigen vrijheid vochten. Uit aflevering 5 (De Harige Duivel) waarin Philips de Schone een schilderij van Jeroen Bosch koopt, kan worden afgeleid dat de serie is gesitueerd in de jaren rond 1504.
De opnamen vonden plaats in de zomer en herfst van 1968, voor een groot deel op Kasteel Doornenburg en daarnaast onder meer op Kasteel Hernen, Slot Loevestein en in Gent en Brugge. Voor de hoofdrol van Floris was aanvankelijk Carol van Herwijnen gecast. Het Rotterdams Toneel weigerde echter Van Herwijnen drie maanden vrijaf te geven voor de opnamen. Rutger Hauer, destijds werkzaam bij de Noorder Compagnie en eerder vanwege gebrek aan ervaring afgewezen voor de rol, werd op het laatste moment als vervanger binnengehaald. Van Herwijnen is wel te zien in een kleine bijrol als soldaat in het tolhuis in aflevering De drie narren. Hoewel Soeteman een scenario had geschreven met twee gelijkwaardige hoofdrolspelers, werd Bergmans rol al snel door die van Hauer overschaduwd.

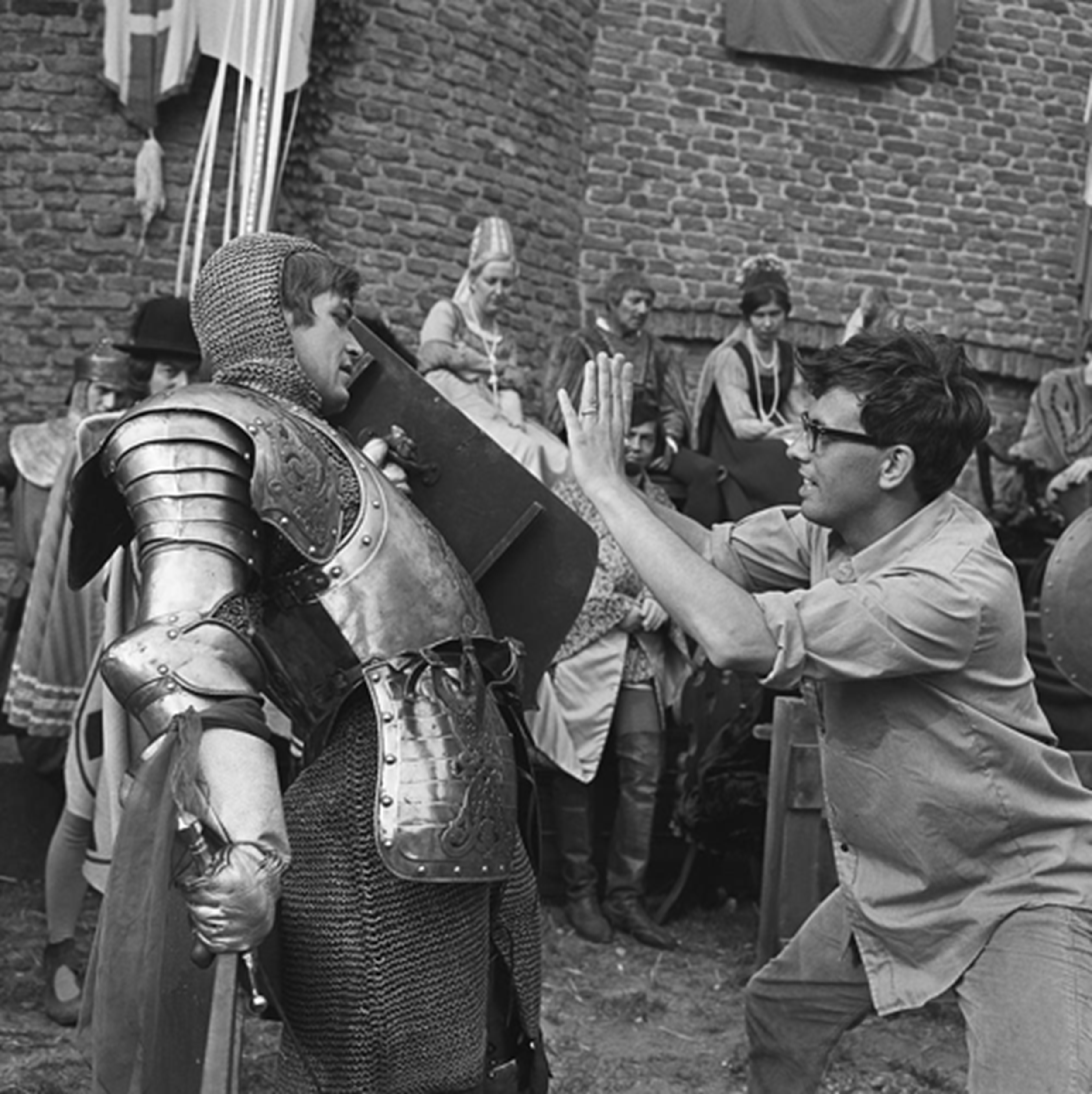
Verhoeven regisseert

Regisseur Verhoeven kreeg van producent Max Appelboom de vrije hand en overschreed het budget met 300 procent. Dit tot ongenoegen van de NTS die de faciliteiten sterk versoberde en ten slotte verdere opnamen afblies. De aflevering De Roek werd in twee delen gesplitst om de serie te kunnen afsluiten. Het beoogde dertiende deel is nog wel in productie genomen, maar nooit voltooid. De scènes die voor Het Gericht waren opgenomen verdwenen in een archief. Ze werden pas in 2016 herontdekt, waarna met behulp van striptekeningen de aflevering werd gereconstrueerd. Wel volgde nog de the making of-documentaire Rond Floris. Van een vervolgserie werd uit kostenoverwegingen afgezien.
De twaalf afleveringen werden wekelijks uitgezonden op zondagavonden van 5 oktober tot en met 21 december 1969. Iedere uitzending werd begeleid door een korte historische documentaire waarin aspecten van de vroeg zestiende-eeuwse samenleving werden uitgelegd. De eerste aflevering trok 2.790.000 kijkers en de derde aflevering ruim 3,5 miljoen kijkers. Floris was in 1969 het best bekeken programma op de Nederlandse televisie. Er verschenen Floris-boeken, Floris-strips, en een langspeelplaat getiteld Floris en de Fakir met daarop twee extra verhalen, De geschenken van de hertog en De Vier Vreemde Pelgrims (later heruitgebracht op de cd-box Kinderhelden). Floris vormde ook het begin van de succesvolle samenwerking tussen Verhoeven, Soeteman, en Hauer, zoals die onder meer gestalte kreeg in Turks Fruit (1973) en Soldaat van Oranje (1977). Een jaar later werd de serie uitgezonden door de Vlaamse BRT.
De serie werd in Engeland en de DDR nagesynchroniseerd uitgezonden als respectievelijk The Adventures of Floris (1970) en Floris - Der Mann mit dem Schwert in 1977. Eerder al werd in 1975 bovendien een West-Duitse negentiendelige remake van de serie gemaakt in kleur, onder de titel Floris von Rosemund. Hauer speelde opnieuw de hoofdrol. De rol van fakir werd gespeeld door de Duitse acteur Derval de Faria. De regie was van Ferry Radax. Ook deze serie is verkrijgbaar op dvd, maar alleen in het Duits zonder ondertitels.
In de documentaire De Ridder en de Fakir (1999) van Paul Versteegen blikken de belangrijkste betrokkenen terug op de serie. Cameraman Ton Buné vertelt hoe hij de kersverse regisseur Verhoeven het gebruik van het klapbord moest leren. De NPO wijdde er een aflevering van Andere Tijden aan in 2013 en ook de documentaireserie "Wat een drama" besteedde twee afleveringen aan het tot stand komen van Floris in 2014.
In 2004 was de première van een speelfilm over de kleinzoon van Floris, onder regie van Jean van de Velde. Deze film heet eveneens Floris. In de film zijn oude beelden uit de televisieserie te zien.
In 2016 werd bekendgemaakt dat er nog materiaal bestond voor een onvoltooide dertiende aflevering, Het Gericht, die vertoond zou worden op Kasteel Doornenburg, dat een van de locaties was geweest.
Met Pinksteren 2017 zond Omroep Gelderland een Floris-marathon uit. Daarin waren voor het eerst ook beelden te zien uit de aflevering De Stille Stroper, die in eerste instantie was bedoeld als aflevering 7. Die aflevering is nooit uitgezonden en het enige dat ervan bestaat is een aantal ongemonteerde stroken film die verschillende takes van een aantal scènes bevatten. Te zien is een aantal onbekende figuranten die in een onweersbui bezoek krijgen van de bouwheer van een kasteel, die door het zien van een brand in zijn ontwerp stom is geworden. Voor de tv-uitzending werden de scènes aan elkaar gemonteerd tot een logisch geheel en werd de geluidsband er synchroon onder gelegd. Dat leverde een aantal unieke, nog nooit uitgezonden beelden uit Floris op. De rest van het verhaal wordt niet verteld. Het is ook niet duidelijk of er voor De Stille Stroper ooit een compleet scenario is gemaakt.

## Hoofdrollen
| Personage                 | Acteur/Actrice    |
| Floris van Rosemondt      | Rutger Hauer      |
| Sindala                   | Jos Bergman       |
| Reinbout                  | Cees Pijpers      |
| Wolter van Oldenstein     | Ton Vos           |
| Rogier                    | Jacco van Renesse |
| Maarten van Rossem        | Hans Culeman      |
| Sergeant                  | Tim Beekman       |
| Lange Pier                | Hans Boskamp      |
| Gravin Ada van Couwenberg | Diana Dobbelman   |
| Kamenierster Viola        | Ida Bons          |

## Historische personen
De serie voert een aantal historische personen op: Filips de Schone (1478-1506), hertog Karel van Gelre (1467-1538), de legeraanvoerder Maarten van Rossem (1478-1555), de Friese zeerover Grote Pier (1480-1520) en de schilder Jeroen Bosch (1450-1516).

## Personages

### Floris

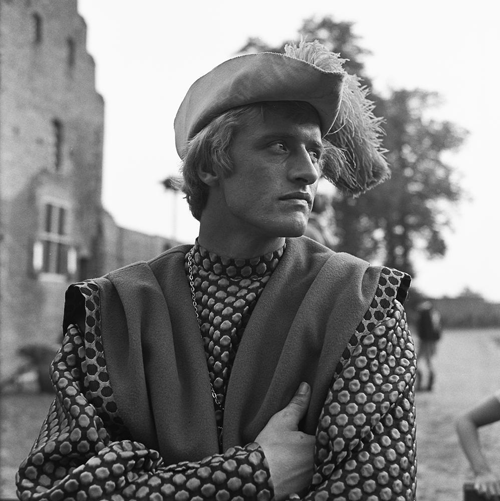
Floris

Floris van Rosemondt is een jonge edelman. Wanneer hij na jaren met de Portugezen over de wereld te hebben gevaren terugkeert naar zijn geboorteland (de Nederlanden), is daar een strijd aan de gang tussen het Bourgondische rijk van Filips de Schone en het hertogdom van Karel van Gelre. Het riddergoed dat aan hem toebehoort is ingenomen door de laatste. Samen met zijn goede vriend Sindala, een fakir die hij in India heeft ontmoet, voegt hij zich bij de Bourgondiërs en vecht met hen tegen de soldaten van Gelre, het huurlingenleger van Maarten van Rossem en Lange Pier om hun vrijheid en zijn land terug te krijgen.
Floris is jong, moedig, eerlijk en rechtvaardig en zeer vaardig in paardrijden en zwaardvechten. Hij kan echter ook nogal naïef, koppig, bijgelovig en niet al te vlug van begrip zijn. Gelukkig wordt dit gecompenseerd door de wijsheid en het kalme karakter van de fakir Sindala. In de afleveringen Het Brandende Water, Het Toernooi en De Genezing (De Byzantijnse Beker) wordt Floris geconfronteerd met een ander aspect van het ridderbestaan, namelijk de hoofse liefde. Hij maakt kennis met Gravin Ada van Couwenberg, die hem wel ziet zitten. Floris heeft dit echter niet meteen door.

### Sindala

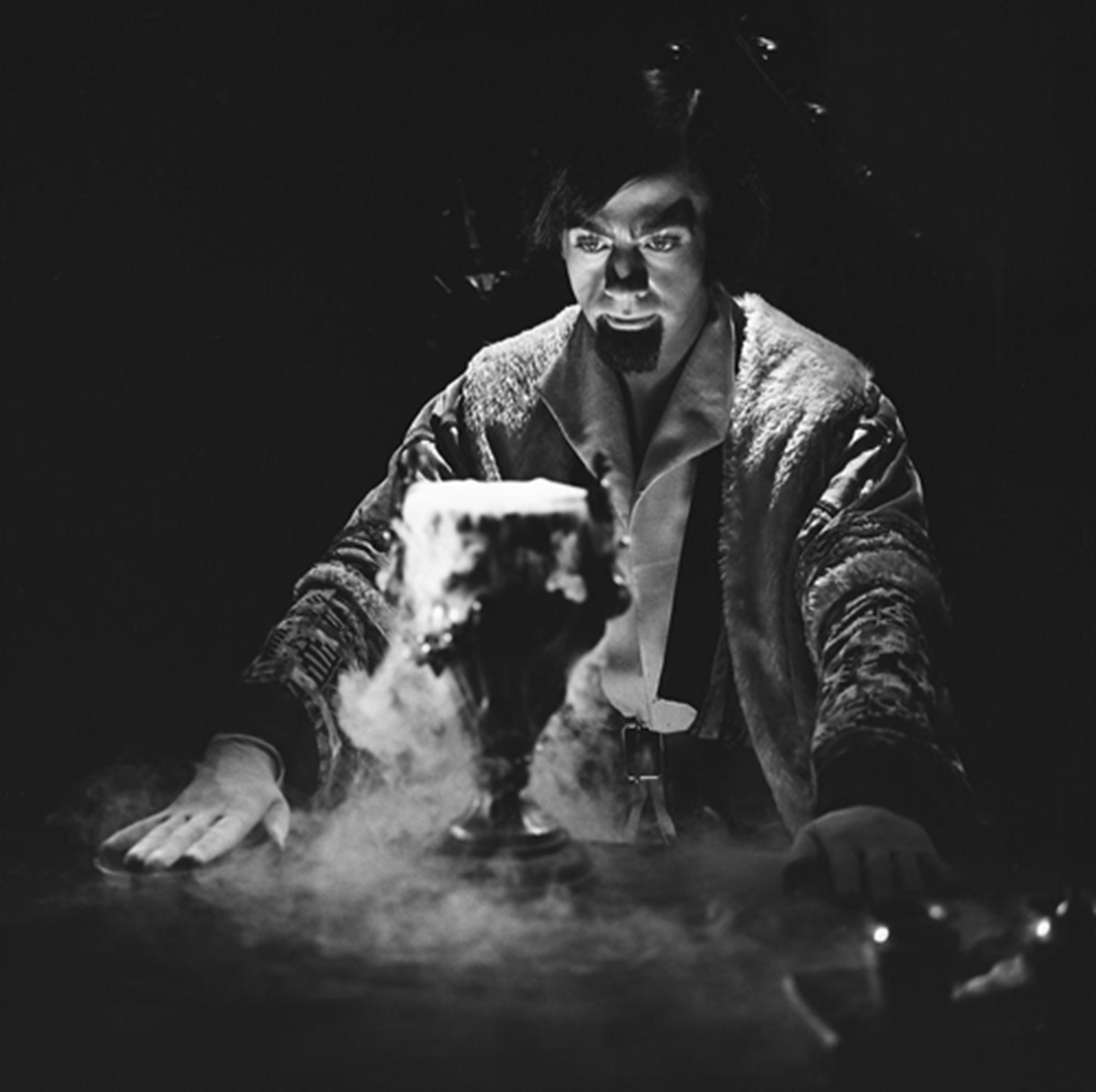
Sindala

Sindala is een fakir uit India, die fungeert als de veelzijdige en slimme rechterhand van Floris, met wie hij is meegereisd naar Nederland. Aanvankelijk staat het koude klimaat van de Lage Landen hem niet aan, maar wanneer duidelijk wordt dat Floris en de Bourgondiërs in een oorlog verwikkeld zijn, besluit hij te blijven om zijn goede vriend bij te staan in de strijd. Sindala is niet alleen een fakir, maar ook een magiër, alchemist, dokter en kenner van een groot aantal trucs en toverkunsten.
Sindala is moedig, maar in tegenstelling tot Floris is hij ook buitengewoon stil en kalm. Hij is zeer vindingrijk en weet altijd precies hoe hij domme soldaten om de tuin moet leiden. Aan bijgeloof doet hij niet. Ook is hij intelligent en leergierig: in De Koperen Hond is bijvoorbeeld te zien hoe hij in drie dagen leert om in westers schrift te schrijven.

### Maarten van Rossem
Maarten van Rossem is de leider van een huurlingenleger dat Karel van Gelre steunt. Hij heeft het kasteel van Floris veroverd terwijl die op zee zat en gebruikt het kasteel nu als legerbasis en tolhuis. In de aflevering Het Gestolen Kasteel beschuldigt hij Floris en Sindala van samenwerking met de Bourgondische heer Wolter van Oldenstein en neemt hij hen gevangen. Hij weet echter best dat ze nog nooit van Van Oldenstein gehoord hebben, maar is gewoon bang dat Floris zijn eigen kasteel terug zal veroveren. De ironie van deze beschuldiging is dat Floris en Sindala aan het einde van de aflevering toch zijn ontsnapt en zich alsnog bij Van Oldenstein en de Bourgondiërs hebben aangesloten. Van Rossem roept ook vaak de hulp in van Lange Pier, een enorme vent met een zwarte baard die zichzelf de koning van Friesland noemt, om zijn vuile karweitjes op te knappen.

### Wolter van Oldenstein

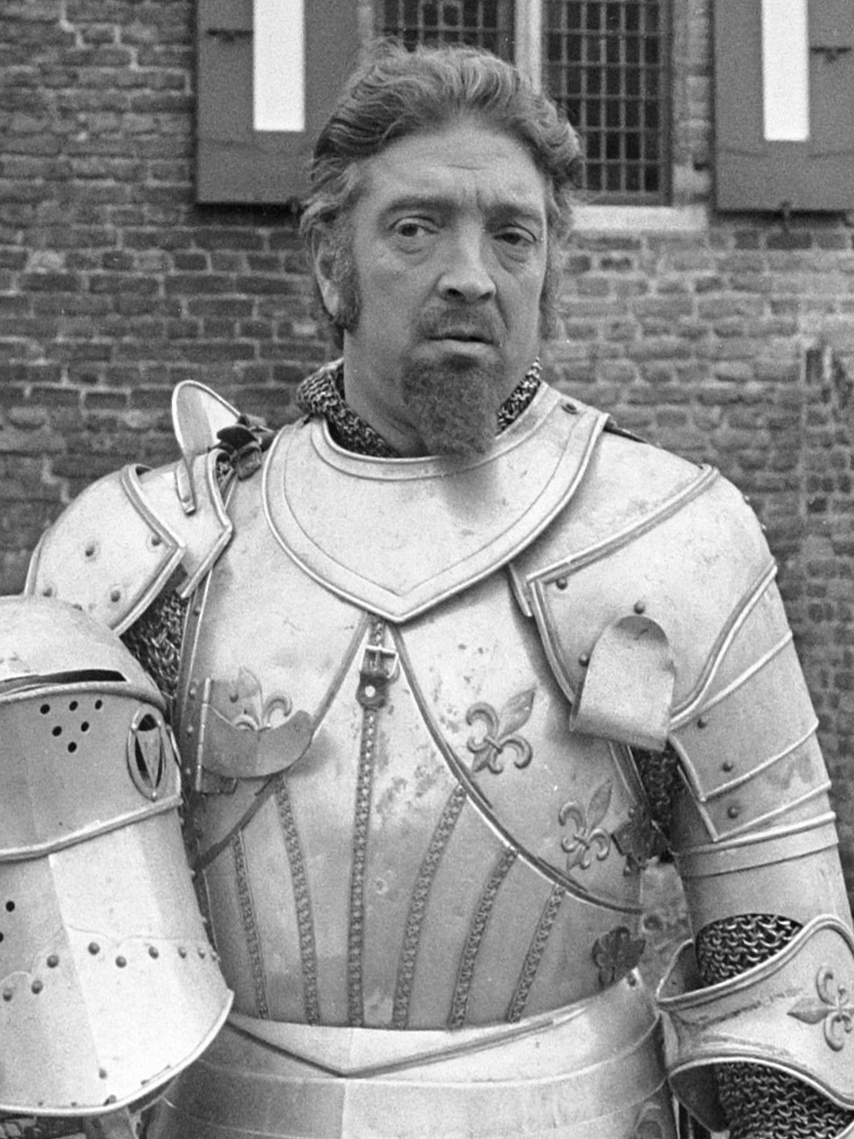
Wolter van Oldenstein

Wolter van Oldenstein is de heer van kasteel Oldenstein. Hij vecht met de Bourgondiërs tegen de soldaten van Karel van Gelre en het huurlingenleger van Maarten van Rossem. In de eerste aflevering van Floris, Het Gestolen Kasteel, helpt hij Floris en Sindala te ontsnappen uit Floris' eigen kasteel, dat veroverd is door Van Rossem. De hele serie lang dient het kasteel van Wolter van Oldenstein als een thuisbasis voor Floris en Sindala. In de aflevering De Koperen Hond wordt kasteel Oldenstein van de ondergang gered door Sindala, doordat hij de aanwijzingen voor het laden van het kanon heeft veranderd. Vanaf dit moment horen hij en Floris echt thuis op Oldenstein.

### De Sergeant

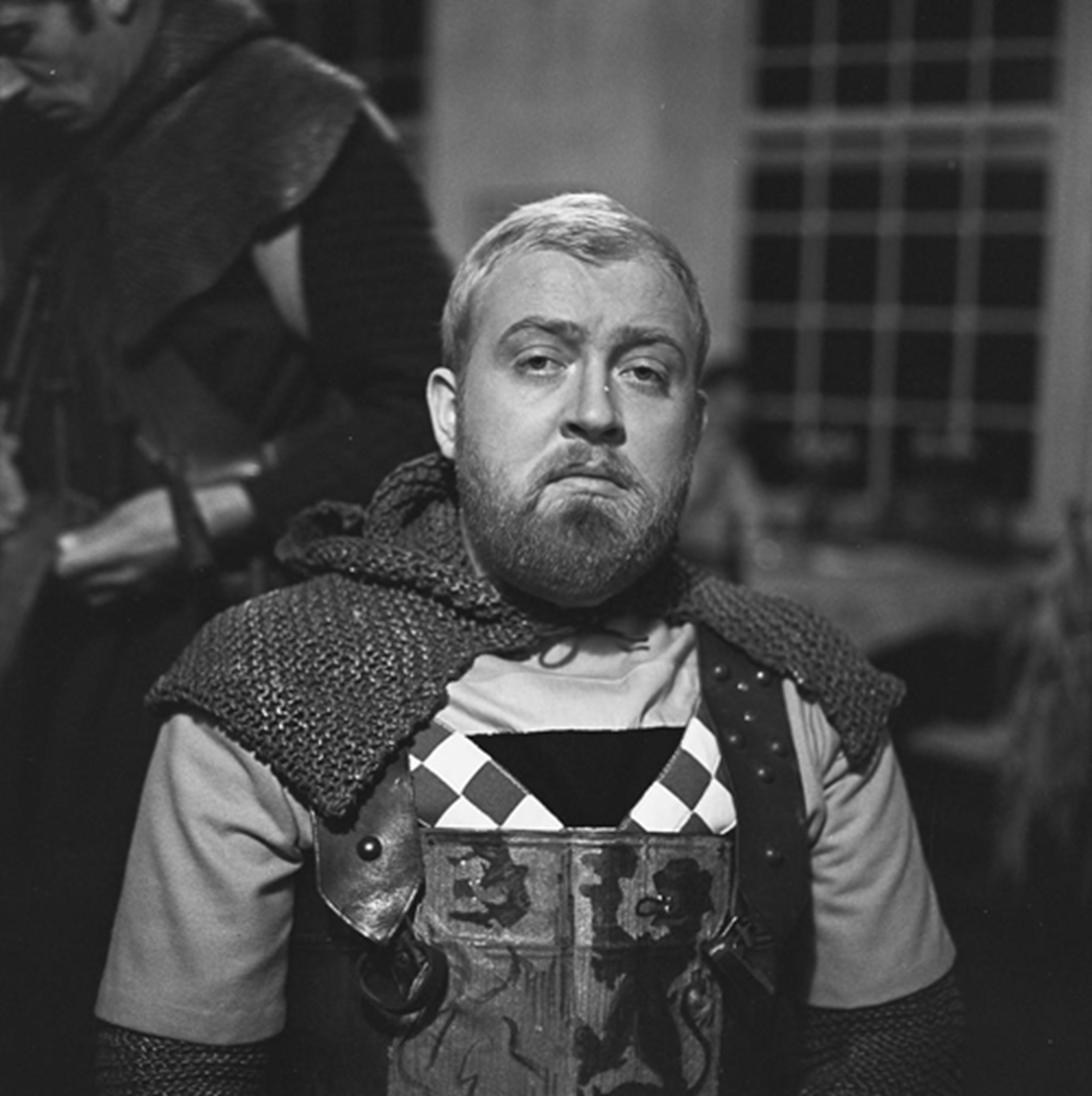
De sergeant

De Sergeant is de aanvoerder van de soldaten van Karel van Gelre. Hij is een niet al te slimme smulpaap en werkt samen met Maarten van Rossem en zijn huurlingenleger, en ook met Lange Pier en zijn bandietenbende. De Sergeant jaagt op Floris en Sindala en legt telkens hinderlagen om hen te onderscheppen. In de eerste aflevering van Floris is hij degene die Floris en Sindala aanhoudt en meeneemt naar Van Rossem, waardoor Floris erachter komt dat Karel van Gelre zijn kasteel heeft ingenomen.

### Lange Pier
Lange Pier (wiens naam lijkt ontleend aan de historische Grutte Pier), is een enorme Fries met een grote zwarte baard. Ieder die zijn naam hoort, gaat er meteen in paniek vandoor. Hij is de aanvoerder van een groep rovers en plunderaars, en zijn hulp wordt vaak ingeroepen door Maarten van Rossem, de aanvoerder van het huurlingenleger dat Karel van Gelre steunt. Overal waar hij heen gaat, heeft hij een rol papier bij zich waarop zijn titels staan. Als iemand vraagt wie hij is, laat hij een van zijn mannen de rol voorlezen. Op de rol staan de volgende titels: Graaf van Sloten, Vrijheer van Hindeloopen, Hertog van Sneek, Koning van Friesland, Admiraal van de Zuiderzee, Verwoester der Denen, Wreker der Bremers, Kruis der Hollanders. (Dit laatste omdat zijn vrouw en kinderen vermoord zijn door de Hollanders.) Behalve groot, sterk en luidruchtig is Lange Pier ook bijzonder bijgelovig. Hij is bijvoorbeeld bang voor de duiveltjes uit de schilderijen van Jeroen Bosch (De Harige Duivel) en water dat in brand staat (Het Brandende Water). Om zijn nek draagt hij als primitief amulet een konijnenpootje, dat volgens bijgeloof geluk brengt.

### Gravin Ada van Couwenberg

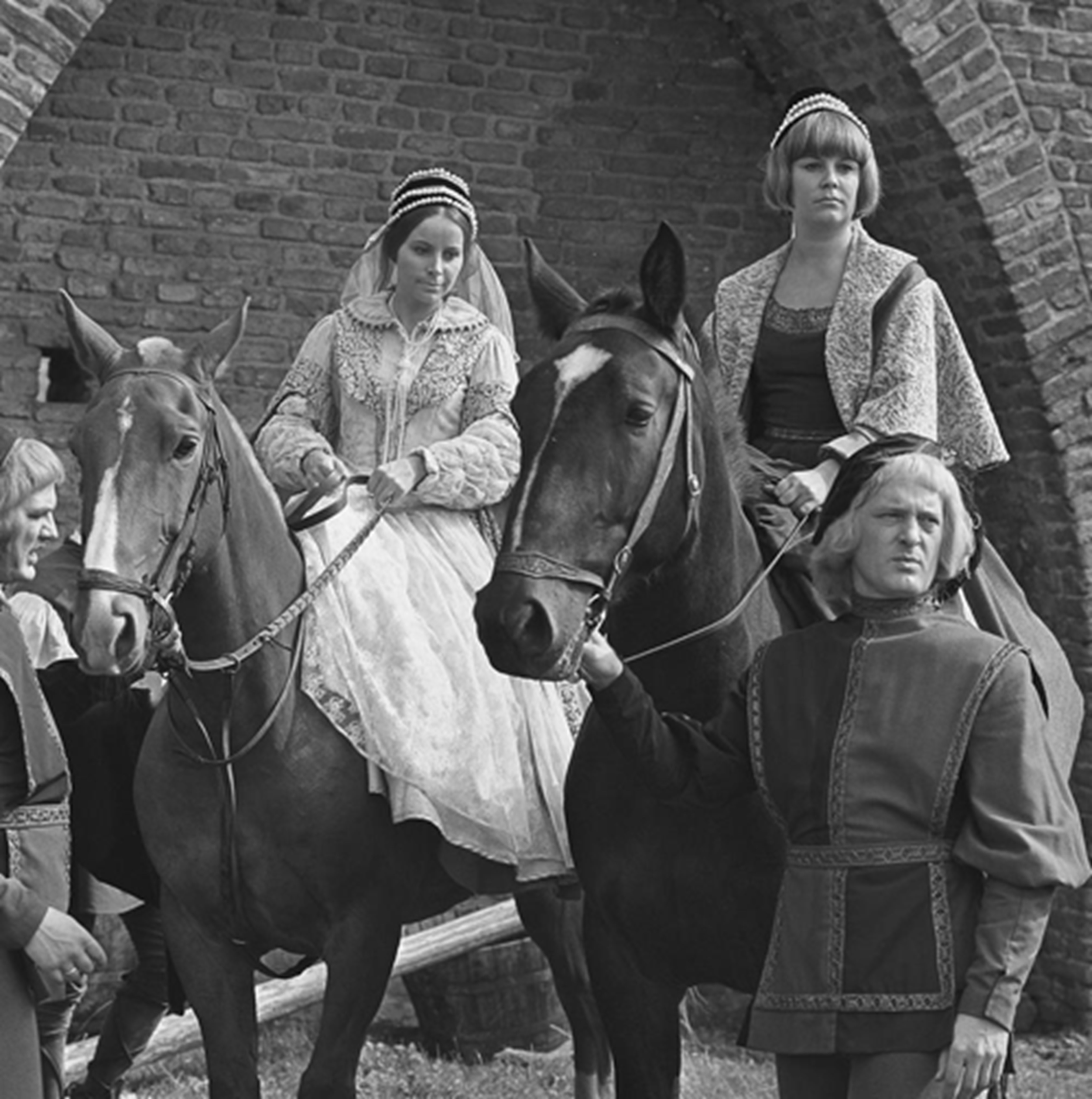
Gravin Ada (links)

Gravin Ada van Couwenberg komt voor het eerst voor in aflevering 9, Het Brandende Water. Hierin wordt ze ontvoerd door Lange Pier, die achter het waardevolle testament van haar pas overleden oom aanzit. Haar kamermeisje Viola (Ida Bons) komt toevallig Floris en Sindala tegen en schakelt hun hulp in. In aflevering 10, De Wonderdoener, komt Gravin Ada niet voor, maar ze wordt wél genoemd: Floris gaat aan het begin van de aflevering naar haar toe, en uit zijn gesprek met Sindala blijkt dat hij haar wel leuk vindt. Pas in de afleveringen over de Byzantijnse Beker ontwikkelt de relatie tussen Floris en Ada zich verder.
Ada is, vooral voor een middeleeuwse gravin, een nogal stoere vrouw. Ze schrikt er niet voor terug om zichzelf te verdedigen, of om anderen te helpen, net als haar kamermeisje Viola. Ze vindt Floris erg leuk en hij haar ook, maar hij is te veel met ridderzaken bezig om romantisch te doen, wat Ada minder geslaagd vindt.

## Afleveringen
| Aflevering | Titel                                        | Premiere         |
| ---------- | -------------------------------------------- | ---------------- |
| 1          | Het gestolen kasteel                         | 05 oktober 1969  |
| 2          | De koperen hond                              | 12 oktober 1969  |
| 3          | De zwarte kogels                             | 19 oktober 1969  |
| 4          | De man van Gent                              | 26 oktober 1969  |
| 5          | De harige duivel                             | 2 november 1969  |
| 6          | De vrijbrief                                 | 9 november 1969  |
| 7          | De drie narren                               | 16 november 1969 |
| 8          | De alruin                                    | 23 november 1969 |
| 9          | Het brandende water                          | 30 november 1969 |
| 10         | De wonderdoener                              | 7 december 1969  |
| 11         | De Byzantijnse Beker I: Het Toernooi         | 14 december 1969 |
| 12         | De Byzantijnse Beker II: De Genezing         | 21 december 1969 |
| 13         | Het gericht (aangevuld met getekende stills) | 19 augustus 2016 |

## Lp, boeken en strips

### Lp
In 1970 verscheen een lp Floris en de fakir met twee verhalen als hoorspel: De geschenken van de Hertog en De vier vreemde Pelgrims (CNR 544-312). Later zijn deze ook opgenomen in de cd-box Kinderhelden. De scenario's van deze twee verhalen zijn ook gebruikt voor de Duitse remake Floris von Rosemund. Ook de intromuziek van Floris is op single verschenen (IMPERIAL 5C 006-24109M).

### Boeken
Boek Floris ISBN 978-94-6226-283-6 Uitgeverij Dato-Lecturis Eindhoven
384 pagina's - paperback formaat 17 × 24 uitgave 2018
Jaap Kooimans schreef dit jubileumboek Floris over de achtergronden van de serie met interviews met Gerard Soeteman, Paul Verhoeven, Rutger Hauer en Jos Bergman.
Ook zijn er in 1970 drie verhalenboeken verschenen, gebaseerd op de serie:
- Het verraad van Oldenstein (1969)
- Het beleg van Oldenstein (1970)
- De vijand te slim af (1970)

### Strips
De volgende stripverhalen, getekend door Gerrit Stapel, zijn verschenen in De Telegraaf en Het Nieuws van de Dag gedurende 1972-76, en in België in Het Laatste Nieuws en De Nieuwe Gazet. Verhaal 13-15 zouden alleen in Vlaanderen in de Gazet van Antwerpen verschenen zijn, maar in de gedigitaliseerde edities zijn ze onvindbaar. Enkele van deze verhalen zijn ook gebruikt voor de Duitse remake Floris von Rosemund. De eerste tien verhalen zijn ook in boekvorm verschenen.
1. De mussen
2. De stille stroper
3. Wie kaatst moet de bal verwachten
4. Het rode meel
5. De nachtruiter
6. De geschenken van de hertog
7. Het gericht
8. Pelgrims voor de Madonna
9. Het goud van de alchemist
10. De takken van het Kwaad
11. Recht is Recht zolang als het duurt
12. De opvoeding van Mordred
13. De storm
14. Schoppen-maarschalk
15. De stemmen van de Satan

## Samenvatting van de afleveringen

### 1.Het Gestolen Kasteel

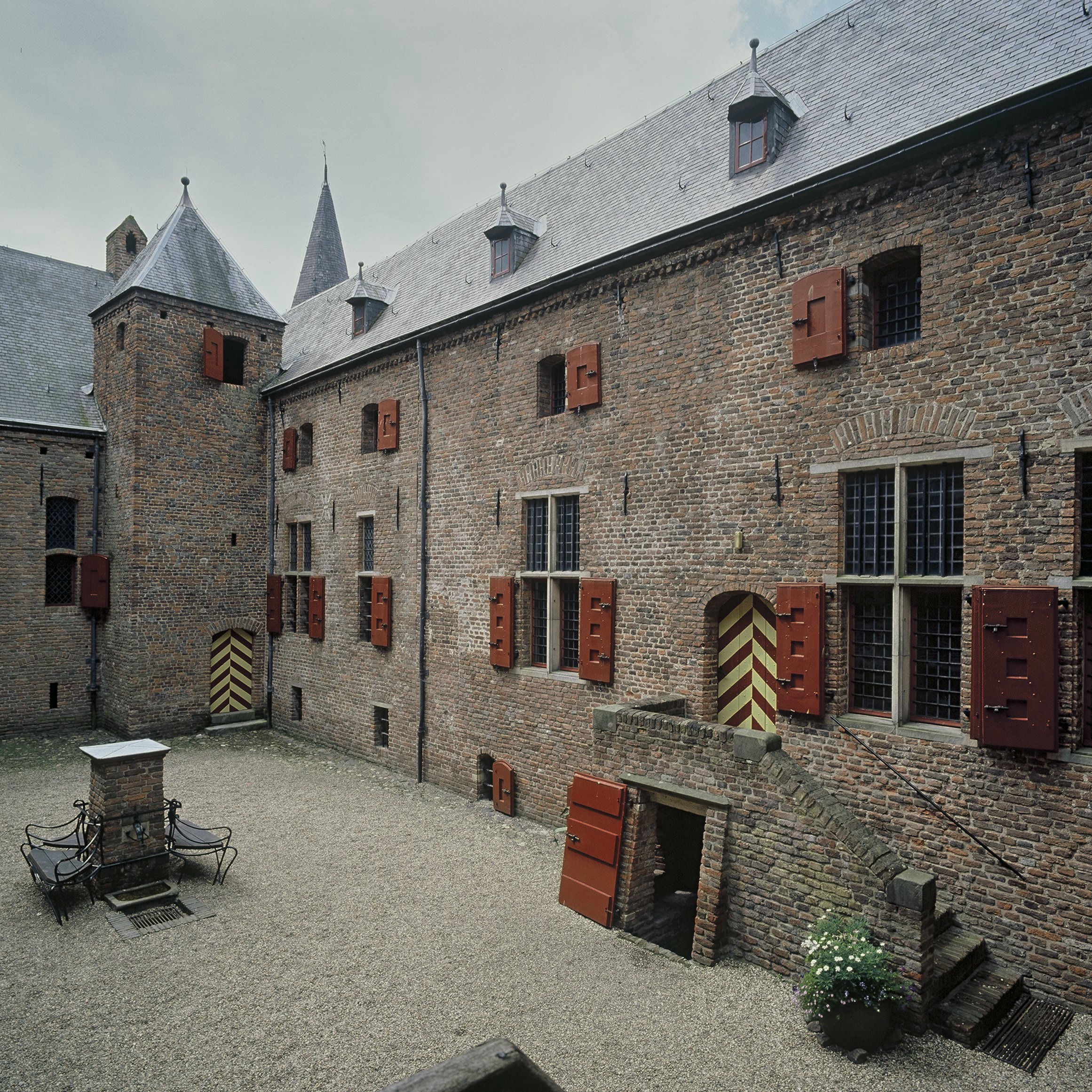
Kasteel Hernen figureert als het gestolen kasteel van Floris

In de eerste aflevering van de televisieserie Floris werden de hoofdpersonen geïntroduceerd. De ridder Floris van Rosemondt keert terug naar zijn geboorteland na jaren met de Portugezen gevaren te hebben. Hij wordt vergezeld door zijn goede vriend Sindala, een fakir uit India. In het bos worden ze gesnapt door soldaten van Gelre, die hen ervan beschuldigen het tolhuis te wilden ontlopen. Het tolhuis blijkt het kasteel van Floris dat tijdens zijn afwezigheid in beslag is genomen door hertog Karel van Gelre. Op het kasteel aangekomen worden Floris en Sindala aan Maarten van Rossem voorgeleid. Deze ontneemt Floris zijn geld en papieren en laat hem en Sindala in de kerker smijten, omdat hij hen voor handlangers houdt van zijn Bourgondische vijand Wolter van Oldenstein.
Wanneer hij de Hertog van Gelre bezoekt, blijkt echter dat Van Rossem heel goed weet dat Floris en Sindala zelfs nog nooit van Van Oldenstein gehoord hebben. De reden voor hun gevangenneming is te voorkomen dat Floris het kasteel zou opeisen. In de kerker maken Floris en Sindala kennis met een geboeide medegevangene, die lijkt niet te kunnen praten. Ze ontdekken een losse steen in de muur, die Sindala eruit weet te trekken door middel van een trucje met een stok, een veter en een natte zemen lap. Door het gat in de muur kunnen ze bij de grendel van de deur komen en uit de kerker ontsnappen. Wolter van Oldenstein is ondertussen erin geslaagd in het kasteel binnen te dringen. Samen met hem ontsnappen Floris en Sindala naar zijn kasteel. Daar blijkt Engbert, de in de kerker aangetroffen man een spion van Van Oldenstein die wel degelijk kan praten. Floris en Sindala keren terug naar het kasteel om het geld en te papieren terug te krijgen. Ondertussen leidt Engbert de soldaten af met zijn goocheltrucs, en verwisselt hun zwaarden met bezemstelen. Floris en Sindala worden ontdekt, maar doordat de soldaten ontwapend zijn, kunnen ze ontkomen zonder gewond te raken.
Gastrollen: Engbert (Williando), Karel van Gelre (Jaap Maarleveld), Rogier (Jacco van Renesse).

### 2.De Koperen Hond

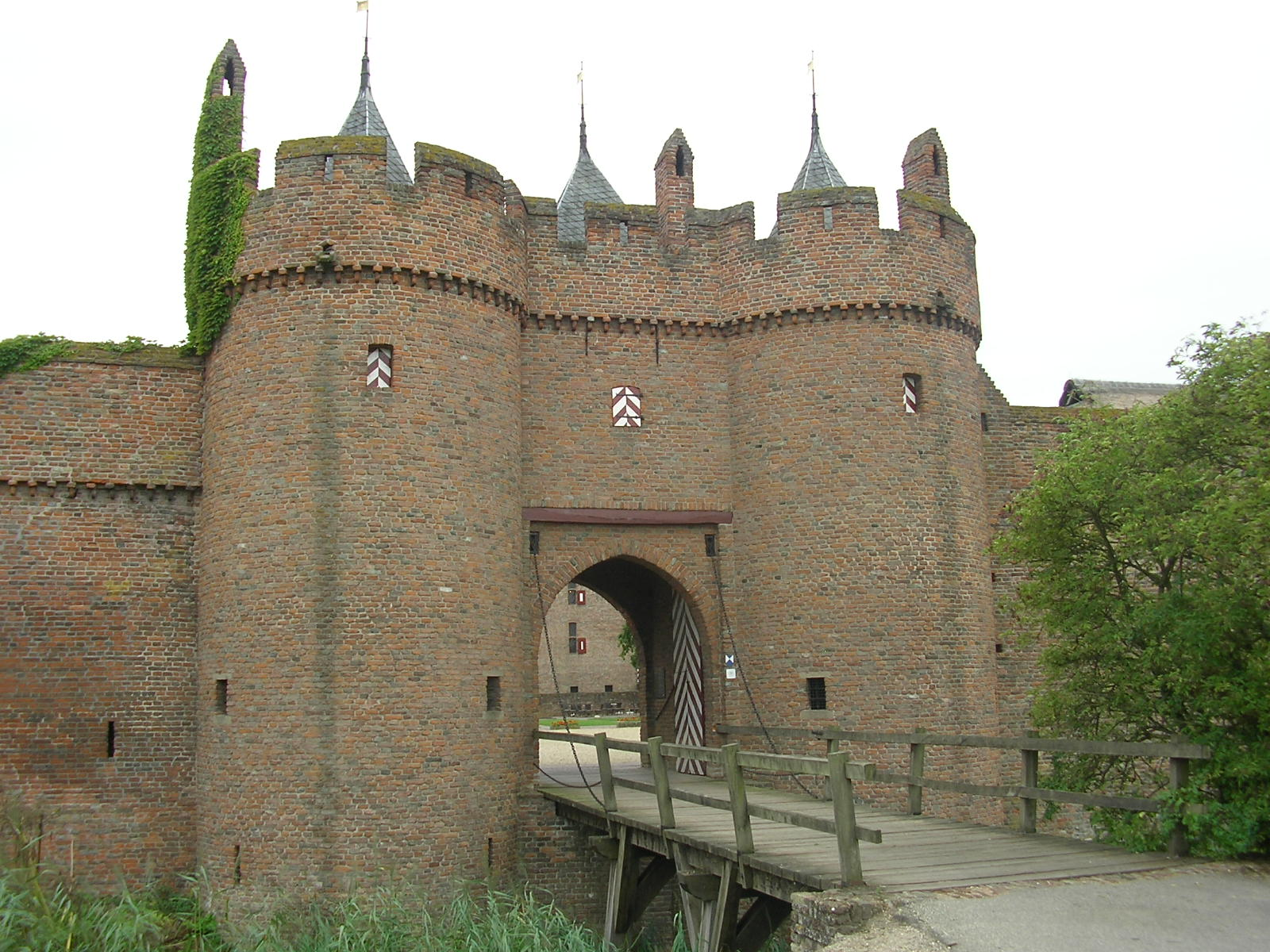
Kasteel Doornenburg figureert als Kasteel Oldenstein

Het kasteel van Van Oldenstein is omsingeld door soldaten van Gelre. Verdacht genoeg hebben er al de hele dag geen kanonschoten meer geklonken. Rogier verlaat het kasteel via een geheime gang die uitkomt in het kamp van Van Rossem. Daar hoort hij dat de soldaten van Gelre wachten op de Koperen Hond. Wanneer hij terugkeert en verslag uitbrengt aan Heer Wolter, is die ten einde raad. Hun enige hoop bestaat uit Floris en Sindala, die in de buurt van het kasteel rondhangen. Ze sturen Jeroen, een chimpansee, naar buiten om hen te zoeken.
Ondertussen is Sindala de letters van het alfabet aan het oefenen op een leitje, en blijkt het al aardig onder de knie te hebben, hoewel hij pas drie dagen schrijfles heeft gehad. Wanneer ze Jeroen vinden en vernemen dat de Koperen Hond, dat een groot kanon blijkt te zijn, in aantocht is, verzint Floris een oplossing: hij zal de Koperen Hond onklaar maken door het gat waar de lont in moet dicht te spijkeren. Wanneer soldaten met de Koperen Hond voorbij komen, vinden ze Sindala liggend op het pad. Ze stoppen en willen net kijken wat er met hem aan de hand is, wanneer hij opspringt en ze bij het kanon weglokt. Hun aanvoerder loopt in de val van Floris: hij stapt met beide voeten in een lus, waarna Floris hem aan zijn benen optrekt, zodat hij ondersteboven in een boom komt te hangen. Floris probeert het lontgat dicht te spijkeren. Dit mislukt, doordat de aanvoerder van de soldaten eten op de grond gooit, waardoor de paarden die voor het kanon gespannen zijn beginnen te lopen en Floris niet op de spijker, maar op zijn eigen vingers slaat.
Sindala is intussen in een hevig gevecht verwikkeld met de anderen, wanneer er soldaten van Gelre op komen dagen en hij samen met Floris moet vluchten. Ze vergeten hun leitje, dat nu wordt gebruikt om de instructies voor het laden van het kanon op te schrijven: de aanvoerder heeft namelijk zijn been gebroken in de val van Floris en kan zelf niet verder mee. Ze komen aan op Oldenstein, waar men de zaak eigenlijk al heeft opgegeven: ze zullen de volgende dag het kasteel zo goed mogelijk zelf proberen te verdedigen wanneer de Koperen Hond een gat in de muur heeft geslagen. De volgende dag is Sindala verdwenen. Heer Wolter begrijpt wel dat hij de benen heeft genomen: het is zijn land niet, en het is zijn zaak niet. Floris is echter teleurgesteld in zijn vriend. Iedereen in het kasteel staat klaar om zich te verdedigen, terwijl de soldaten van Gelre de Koperen Hond laden. De lont wordt aangestoken en er klinkt een geweldige knal, maar de kasteelmuren blijven heel. Het kanon blijkt ontploft te zijn, midden tussen Van Rossem en zijn mannen, die snel de aftocht blazen. In het kasteel snapt men er niets van, totdat Sindala terugkeert via de geheime gang. Het blijkt dat hij de instructies voor het laden van het kanon veranderd had: hij had "4" veranderd in "14", waardoor er te veel kruit gebruikt was.
Gastrollen: Bombardier (Hammie de Beukelaer, de leider van het stuntteam van de serie), Meinert (Eric Herfst), Rogier (Jacco van Renesse).

### 3.De Zwarte Kogels
Op kasteel Oldenstein wordt door vier mannen een wagen volgeladen met wapens. Deze moeten naar het kasteel van Reinbout, een Bourgondiër, gebracht worden. Rogier vertrekt 's ochtends met de wagen, maar komt in een hinderlaag van de soldaten van Gelre terecht. Hij wordt neergeslagen, maar wanneer hij bijkomt en de soldaten de wapens aan het bekijken zijn, springt hij weer op de wagen en rijdt snel terug naar Oldenstein. Daar aangekomen wordt de wond op zijn hoofd verzorgd door Sindala en vertelt Rogier aan Wolter van Oldenstein over de hinderlaag. Het blijkt dat een van de mannen die het transport geladen hebben een spion van Gelre is. Floris en Sindala stellen voor om zo opvallend mogelijk weer een transport klaar te krijgen voor de volgende dag, om zo de verrader uit zijn tent te lokken.
Heer Wolter, Floris en Sindala proberen 's nachts de spion te ontmaskeren, maar tevergeefs. De eerste man die ze controleren, heer Norbert, heeft rauwe erwten gehaald, omdat hij honger had en de keuken dicht was. De tweede man is zijn laarzen aan het schoonmaken, de derde is een lijst aan het opstellen van de inhoud van het transport, en de vierde is het geld aan het tellen dat hij met gokken heeft verdiend. Sindala bereidt iets voor om de volgende dag het transport te beschermen, maar Floris en Van Oldenstein begrijpen niets van zijn plan.
Het blijkt dat er bekertjes met brandbaar poeder op een touwtje tegen stokjes aangezet moeten worden. Onder de bekertjes komen smeulende bladeren te liggen. Deze constructie wordt de volgende avond op een rustpunt van het transport in het bos door Sindala en Floris om de wagen heen gezet. Wanneer de soldaten van Gelre, die via de spion van het nieuwe transport hebben gehoord, naar de wagen toe sluipen, lopen ze tegen de touwtjes aan en valt het poeder op de smeulende bladeren. Rondom de wagen ontstaat er vuur, en dit waarschuwt Floris, Sindala en Heer Wolter. Ze vechten met de soldaten en Sindala weet een van hen gevangen te nemen. Deze soldaat weet echter weinig over de identiteit van de spion, behalve dat hij postduiven gebruikt om nieuws van Oldenstein naar Gelre te brengen.
Sindala bedenkt weer een plan. De vier verdachten worden bijeengebracht en hij toont hen een beker, waar hij drie witte kogels en één zwarte kogel in doet. Hij vertelt hen dat ze morgen allemaal een kogel uit de beker moeten pakken, en dat de schuldige van de goden de zwarte kogel in handen zal krijgen. De volgende dag pakken echter drie mannen een zwarte kogel en één man een witte. Sindala legt uit dat de man met de witte kogel juist de schuldige is: Sindala had alleen maar zwarte kogels in de beker gedaan en de schuldige had zelf al een witte kogel meegenomen omdat hij bang was ontmaskerd te worden. In zijn andere hand blijkt de zwarte kogel uit de beker te zitten. De schuldige heer Norbert probeert te ontsnappen, en terwijl Floris hem achterna gaat, legt Sindala aan Wolter uit dat de schuldige een paar nachten geleden rauwe erwten bij zich had, omdat hij zijn postduiven ging voeren.
Gastrollen: Pollo Hamburger, Nico Engelschman, Huub Hansen (als heer Norbert), Henk Admiraal.

### 4.De Man van Gent
Lange Pier komt een herberg binnen. Wanneer iemand aan hem vraagt wie hij eigenlijk is, wordt zijn hele lijst met titels opgenoemd. Dit maakt niet veel indruk op de gasten in de herberg, maar wanneer hij hen vertelt dat zijn bijnaam Lange Pier is, schrikt iedereen zich een ongeluk en vlucht weg. Alleen de waard blijft achter, en aan hem vraagt Pier waar de kapel van kasteel Oldenstein is. De waard vertelt hem waar die is en wordt vastgebonden, maar Pier laat vlak bij hem expres een mes liggen. Wanneer de waard weer alleen is, weet hij het mes te pakken te krijgen en zichzelf los te snijden.
Ondertussen komt er op Oldenstein een man te paard door de poort. Hij stelt zichzelf voor als Gwijde van Suijkerbuijk uit Gent, wat de soldaten erg grappig vinden. Suijkerbuijk wil Heer Wolter spreken. Hij vertelt hem dat hij een afgezant is van Filips de Schone, en dat hij een brief voor Heer Wolter heeft van de bevelhebber uit Oudewater. In de brief staat dat Maarten van Rossem Oudewater wil overvallen, en Van Oldenstein laat zijn soldaten meteen vertrekken. Suijkerbuijk krijgt ondertussen een rondleiding door Sindala's laboratorium. Dan brengen Wolter, Floris, Sindala en Suijkerbuijk de kist met soldij voor de soldaten naar de kelder. Gwijde vergaapt zich daar aan het goud. Dan komt de waard van de herberg aan op Oldenstein en vertelt Heer Wolter dat Lange Pier de kapel van Oldenstein gaat overvallen. Sindala en Gwijde blijven alleen achter op Oldenstein. Suijkerbuijk kijkt toe hoe Sindala vuurpijlen maakt, en wanneer Sindala niet kijkt, gebaart hij vanuit het raam naar Lange Pier dat de kust veilig is. Vervolgens slaat hij Sindala buiten westen met een vijzel, steelt de sleutels van de kelder en opent een luik waardoor Lange Pier naar binnen kan klimmen. Pier en Suijkerbuijk stelen de kist met soldijgoud en varen in een bootje de slotgracht over.
Sindala is ondertussen weer bijgekomen en heeft gezien wat er aan de hand is. Hij schiet vuurpijlen af vanaf de kasteelmuur om Floris te waarschuwen. Een paar andere vuurpijlen bindt hij aan een gewone pijl, en daar bindt hij weer een touw aan vast. Deze schiet hij af op de kist met goud in Piers bootje, waarna hij de kist aan het touw op haalt. Wanneer Pier en Suijkerbuijk aan de overkant komen, komen Floris, Heer Wolter en de soldaten terug. Er volgt een gevecht met Pier, waarna deze weet te vluchten en onderweg nog even de man van Gent, die het bos al in was gevlucht, buiten westen slaat. Dan komt er een man, met een soort rokje van bladeren aan, uit de bosjes. Hij blijkt de echte Gwijde van Suijkerbuijk te zijn: de andere was een oplichter die zijn kleren en geloofsbrieven had gestolen. Floris helpt de echte Suijkerbuijk en maakt voor de oplichter een mooi rokje van brandnetels, dat hij wanneer hij bijkomt niet echt lekker vindt zitten.
Gastrollen: Man van Gent (Paul 's Jongers), Waard (Tommy Verwey), Serveerster (Brûni Heinke), Boer (Peter Aryans), met Pollo Hamburger, Ivo Pauwels, Jacco van Renesse en Nico Deegen.

### 5.De Harige Duivel

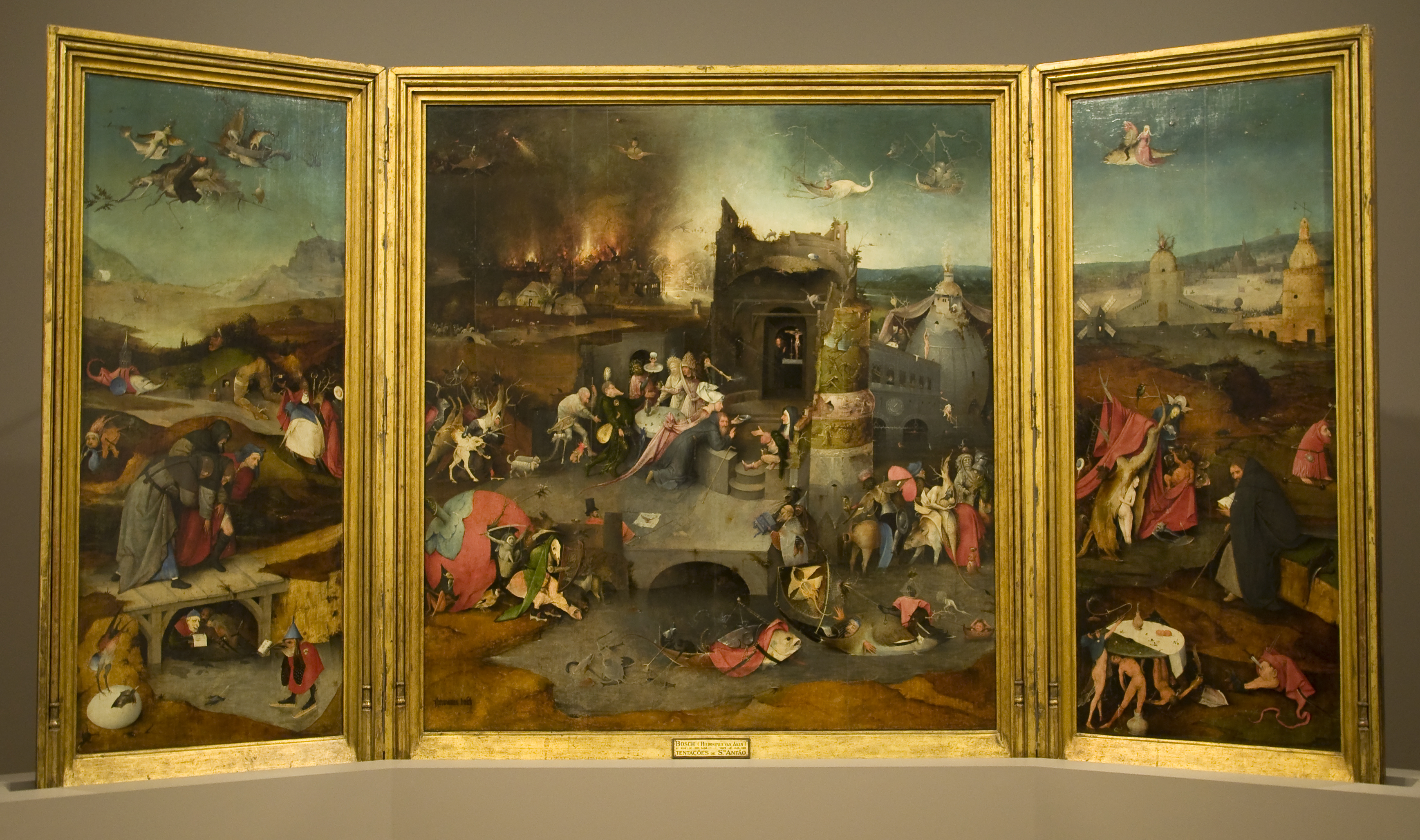
Het schilderij De verzoeking van St Antonius van Jeroen Bosch dat werd gebruikt in deze aflevering. In 1504 gaf Filips de Schone echter de opdracht tot het schilderen van een Laatste Oordeel-drieluik

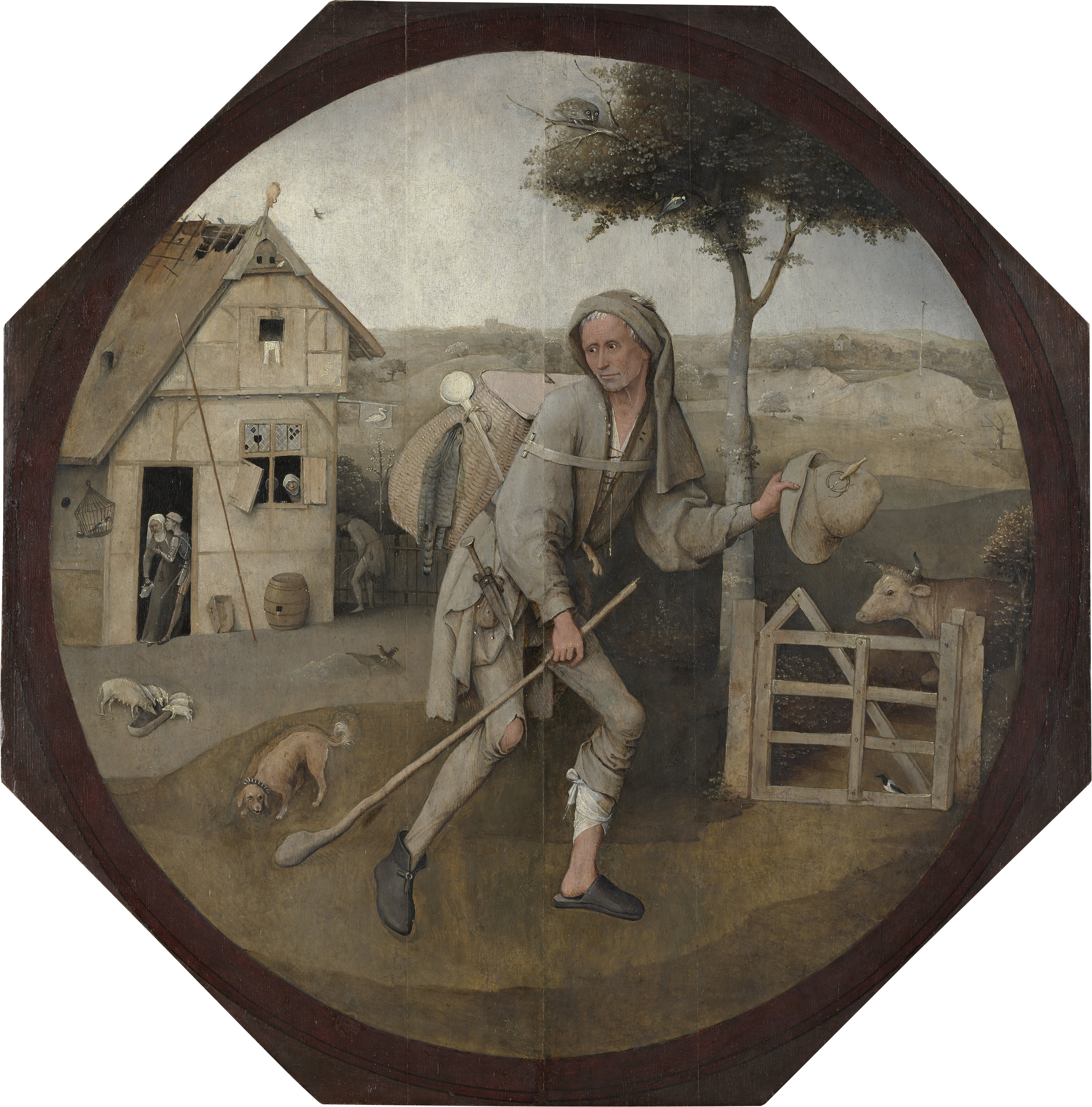
De Marskramer van Jeroen Bosch

Soldaten van Gelre komen aan Lange Pier vertellen dat ze op zoek zijn naar een schilder genaamd Jeroen Bosch. Deze is namelijk op weg naar Filips de Schone met een schilderij. Karel van Gelre wil dit schilderij echter ook hebben. Het schijnt wel dat Bosch een verbond met de duivel heeft gesloten en dat op zijn schilderijen dan ook duivelse taferelen afgebeeld staan.
Ondertussen zijn Floris en Sindala weer eens onderweg. Sindala bekijkt plaatjes van eenhoorns, griffioenen en sfinxen in een boek. Floris geeft hier uitleg bij, en het wordt duidelijk dat hij gelooft dat die dieren echt bestaan: hoe kunnen ze anders in het boek staan? Sindala gelooft er echter niets van. De soldaten van Gelre zijn in de tussentijd een marskramer tegengekomen. Ze houden hem aan en halen zijn mand leeg. Het blijkt al gauw dat hij de schilder Jeroen Bosch niet kan zijn. De soldaten vertrappen de helft van zijn spullen en verjagen hem. Dan zien ze een man op een kar met stro, die ze ook aanhouden. De man zegt dat hij wijnkoper is, maar er liggen geen flessen wijn tussen het stro, maar een schilderij en muizenvallen. Wanneer een van de soldaten in de muizenvallen grijpt, komen Floris en Sindala op het geschreeuw af. Ze hebben zelf geen wapens, maar gaan toch de soldaten te lijf en nemen ze gevangen. De man op de kar blijkt inderdaad Jeroen Bosch te zijn.
Dan komt de marskramer terug. Floris geeft hem geld voor een nieuwe mand en spullen. Floris, Sindala en Bosch vermommen zich als kolenbranders en verstoppen het schilderij tussen het brandhout in een bootje, waarmee ze op weg gaan naar Hertog Filips de Schone. Onderweg worden ze echter onderschept door Lange Pier. Ze vertellen hem dat ze houtskoolbranders zijn, waarop Pier het hout waarin het schilderij verstopt zit in brand steekt. Ze moeten het schilderij redden en halen het uit het vuur. Floris en Sindala weten te ontkomen, maar Bosch blijft achter en Pier beveelt hem het schilderij voor hem in elkaar te zetten. Ondertussen heeft Sindala een plan bedacht. Ze gaan langs bij Simon de Marskramer en kopen wat spullen van hem. Jeroen Bosch heeft inmiddels het schilderij in elkaar gezet en laat het aan Lange Pier zien. Die schrikt zich een ongeluk: op het schilderij staan allemaal enge monsters afgebeeld. Bosch verzekert hem dat ze echt bestaan, waarop Pier in paniek naar het konijnenpootje om zijn nek grijpt.
's Avonds sluipen Floris en Sindala het kamp van Pier binnen. Die ligt te slapen boven op het schilderij, en Sindala bindt een touwtje om zijn zwaard. Dit laat hij vanaf een afstand omvallen, waardoor Pier wakker wordt. Sindala roept met een spookachtige stem Piers naam en chimpansee Jeroen komt de tent binnen, verkleed als monstertje uit de werken van Bosch. Pier denkt dat de duivel achter hem aan zit en vlucht het kamp uit. Floris, Sindala en Jeroen Bosch brengen het schilderij naar Philips de Schone. Verder heeft Bosch nog een ander schilderij voor Floris en Sindala gemaakt, met daarop iemand die ze goed kennen: De Marskramer.
Gastrollen: Jeroen Bosch (Ton Kuyl), Simon de Marskramer (Cor Witschge), Philips de Schone (Dries Smit), met Eric Schuttelaar en Nico Deegen.

### 6.De Vrijbrief

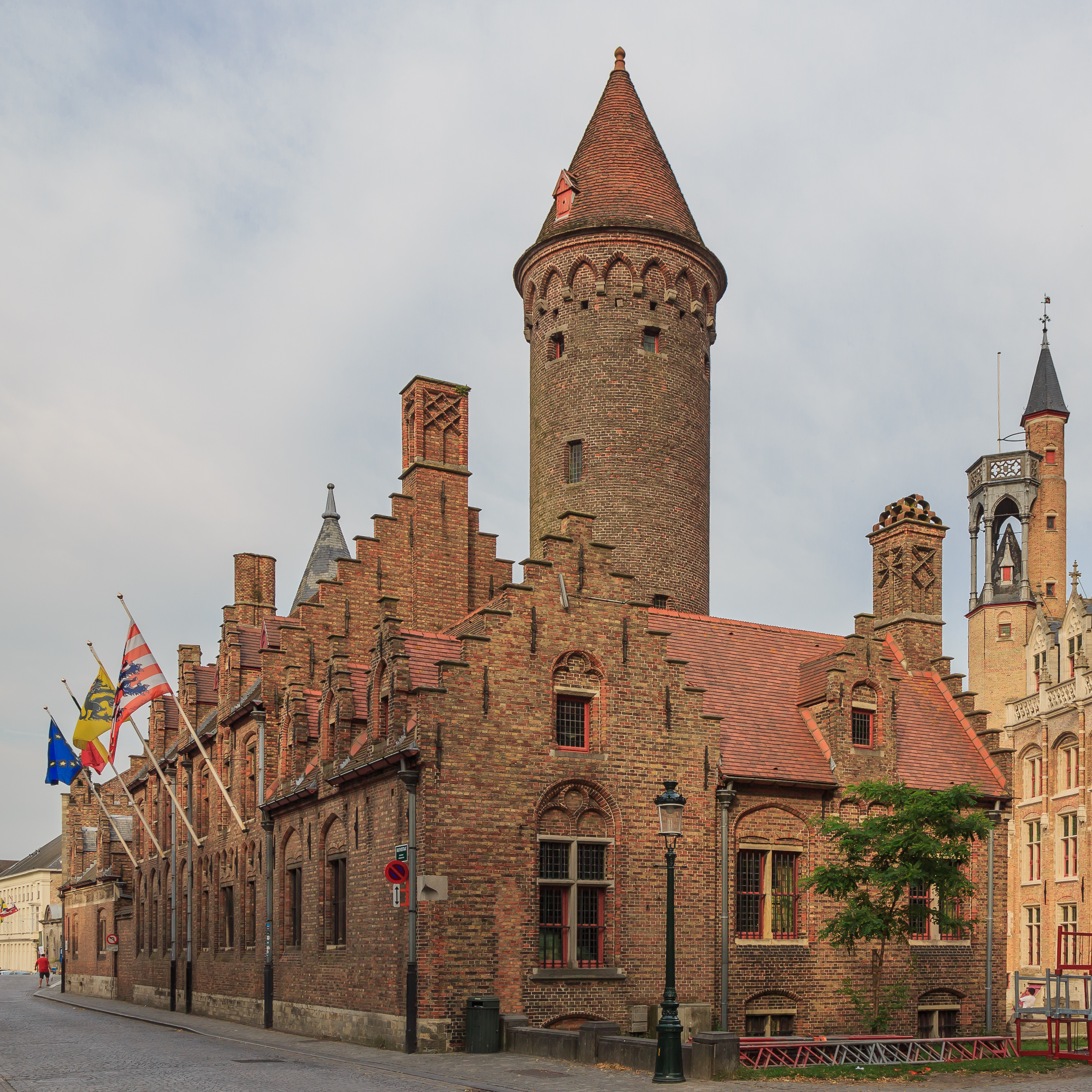
Het stadskasteel Gruuthuse in Brugge vormde het decor voor de stad in de Vrijbrief

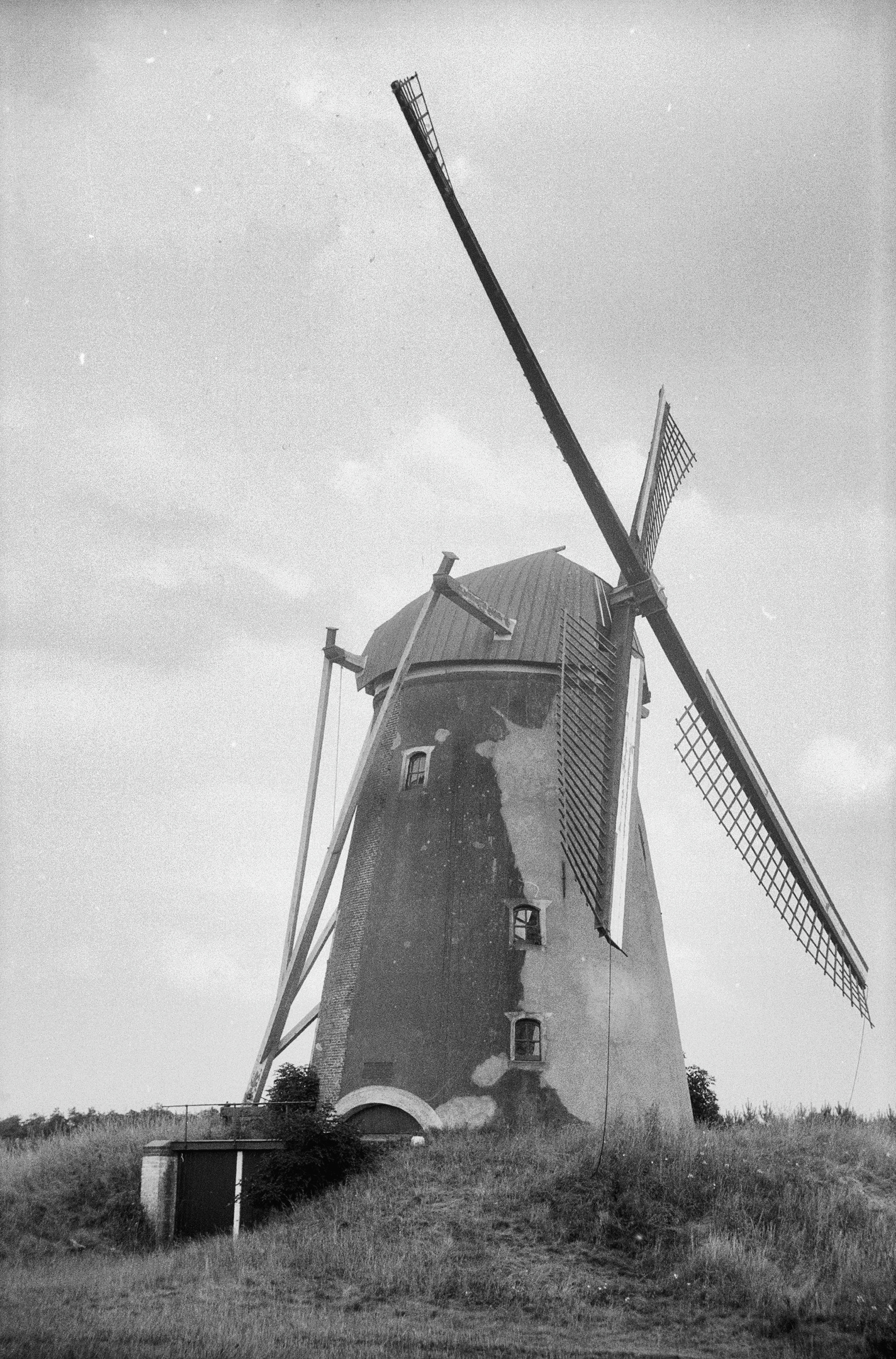
De Hernense molen in 1967

Floris en Sindala hebben de nacht doorgebracht bij een molenaar, vlak bij de stad. Daar moeten ze geld en een harnas ophalen voor Floris, maar ze hebben een vrijbrief om de stad in en uit te mogen. Voor vijf uur 's middags moeten ze de stad weer uit zijn. Wanneer ze bij de wapensmid aankomen, heeft die het harnas al klaarliggen. Hij staat erop dat Floris het past, en het blijkt dat het vizier van de helm vastzit. Dit moet gerepareerd worden en ze moeten later op de dag terugkomen. Ondertussen gaan ze naar de bankier om 400 Vlaamsche Ponden op te halen. De bankier vindt dat de munten geteld moeten worden voordat hij ze meegeeft, en dit gebeurt heel langzaam en zelfs twee keer voor ze eindelijk weg kunnen. Wanneer Floris en Sindala weer bij de wapensmid komen, blijkt dat die tot drie uur dicht is. Dit is vreemd, omdat hij daar eerder niets van gezegd heeft.
Wanneer ze eindelijk naar binnen mogen, betaalt Floris voor zijn harnas en geeft de wapensmid nog wat drinkgeld toe. Dan vraagt de smid of ze misschien de bloemen in de tuin willen bekijken. Sindala begrijpt dat de smid hier iets anders mee bedoelt, en ze gaan met hem mee naar de tuin. Daar wijst de smid naar de zonnewijzer: het blijkt al vier uur geweest te zijn. De smid kon hen hier niet hardop over waarschuwen, omdat de Sergeant hen afluisterde. Floris en Sindala begrijpen nu dat de mannen van Van Rossem de stadsklok een uur terug hebben gezet, om er voor te zorgen dat ze de stad niet meer uit zouden kunnen komen. Ze moeten de nacht dus in de stad doorbrengen en verstoppen zich in een steegje vol armen en zieken. Als er een paar pestmeesters voorbijkomen met maskers op, lokt Sindala hen met een paar munten. Ze slaan hen neer en trekken hun kleren aan als vermomming.
Met het harnas van Floris op een brancard met een doek erover komen ze aan bij de poort. De poortwachter wil hen er eerst niet doorlaten. Ze kunnen desalniettemin ontsnappen door de wachtpost te doen geloven dat er op de brancard een zieke met een zeer besmettelijke aandoening ligt ("huidverdorring") en hem schrik aan te jagen met de suggestie dat hij die aandoening zelf ook onder de leden zou kunnen hebben. Uit de openstaande stadspoort leiden Van Rossem en zijn mannen af dat het Floris en Sindala gelukt moet zijn te ontsnappen, en ze achtervolgen hen naar de molen. Met behulp van meel en deeg weten Floris en Sindala het gevecht te winnen. Voor straf worden de slechteriken een voor een aan de wieken van de molen vastgebonden en rondgedraaid.
Gastrollen: Bankier (Sacco van der Made), Smid (Detlev Pols), Poortwachter (Leonard Horn), met John Soer, Walter van Canoy en Frans Kokshoorn.

### 7.De Drie Narren

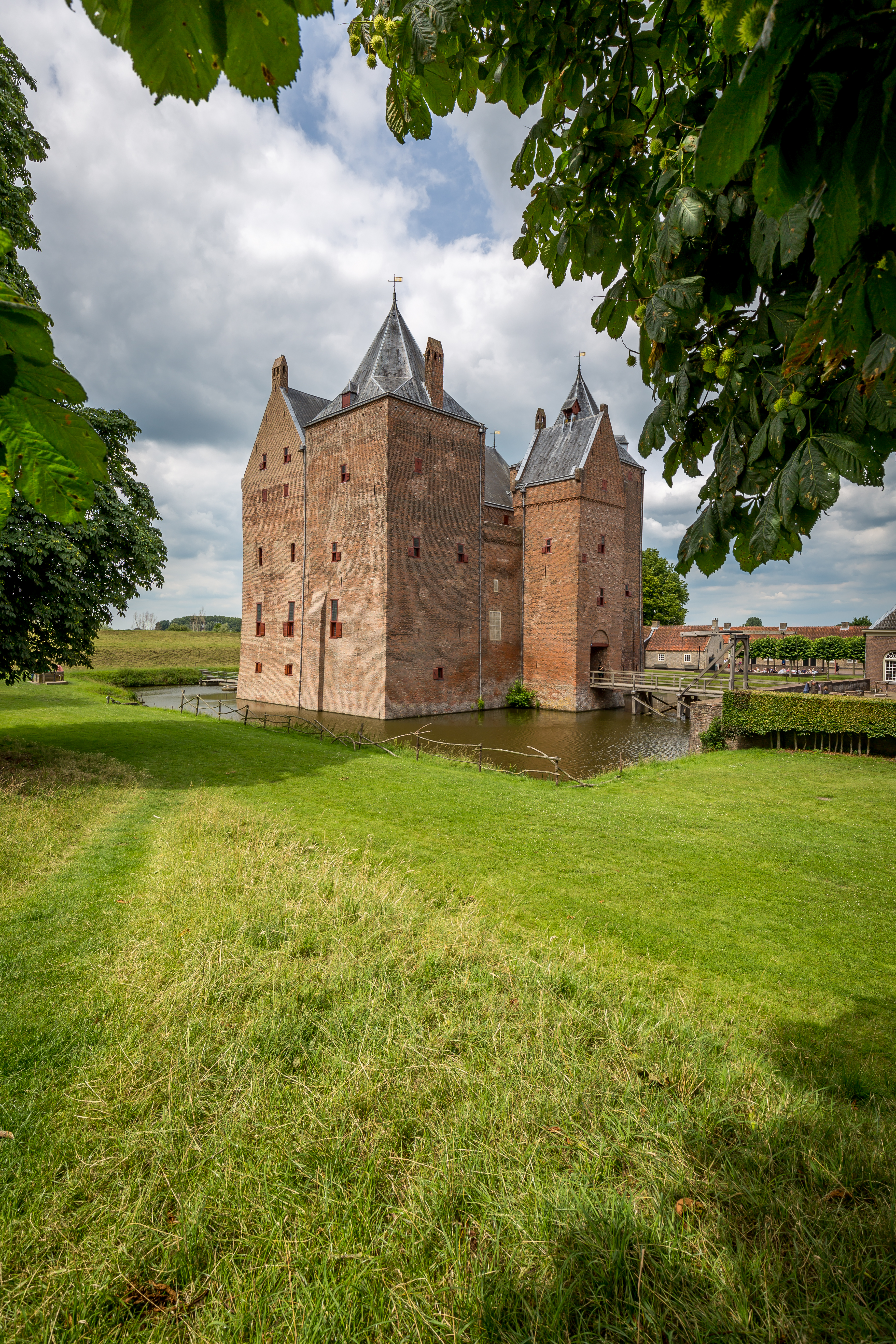
Slot Loevestein figureert als het kasteel van Reinbout

Heer Wolter van Oldenstein krijgt goed nieuws: de graaf van Cleef en de bisschop van Utrecht hebben de zijde van Bourgondië gekozen. Floris en Sindala moeten het krijgsplan van Filips de Schone naar Utrecht brengen, maar eerst moeten ze langs bij hun opperbevelhebber Reinbout, om het plan van zijn zegel te voorzien. Wanneer ze echter aankomen bij het kasteel van Reinbout, blijkt het geplunderd te zijn. Ze gaan het kasteel binnen, en Floris wordt neergeslagen door een nar. Deze bleek hem te hebben aangezien voor een soldaat van Van Rossem. De nar, die Flip heet, vertelt hen dat Van Rossem alle mensen op het kasteel gevangen heeft genomen voor losgeld, behalve hem. Met zijn drieën willen ze Reinbout gaan bevrijden.
Wanneer ze in de herberg binnenkomen, alle drie verkleed als narren, zitten daar soldaten van Gelre. Ze horen de soldaten praten over het losgeld. Wanneer de Sergeant hun eten van tafel steelt en Flip de Nar het vervolgens weer terugpakt met zijn narrenstaf, ontstaat er een gevecht. Floris, Sindala en Flip weten de soldaten uit te schakelen en krijgen van de Sergeant te horen dat Reinbout gevangen zit in de kerkers van het tolhuis: Floris' eigen kasteel. Daar worden ze meteen binnengelaten, omdat ze als narren verkleed zijn. Flip, Floris en Sindala spelen een drinklied voor de soldaten in het tolhuis. Onder het zingen ziet Flip echter opeens de Sergeant en probeert Floris en Sindala duidelijk te maken dat het niet meer veilig is. Wanneer ze willen vertrekken, worden ze tegengehouden door soldaten en iemand die ze uit de herberg kennen: een monnik. Dit blijkt echter geen echte monnik te zijn, maar Barend van Hackfort, Kapitein van Gelre. Ze worden opgesloten in de keuken, en er wordt een tafel vol met eten voor de tralies gezet, precies zo ver weg dat de gevangenen er niet bij kunnen. Vijf dagen lang zitten Floris, Sindala en Flip daar opgesloten zonder eten en drinken, terwijl soldaten voor hun neus zitten te eten. Maar wanneer er geen soldaten in de keuken zijn, blijkt het dat Flip en Floris al de hele tijd met behulp van de narrenstaf stukken kip en konijn hebben kunnen pakken. Sindala eet en drinkt echter echt al dagen niets: hij zit op de grond te mediteren en vast, om geestelijke krachten te verzamelen.
Ondertussen wordt Reinbout in de kerkers van het tolhuis gefolterd, maar hij laat niets los over waar hij zijn zegel heeft verborgen. Maar Sindala heeft een plan bedacht. Wanneer de Sergeant binnenkomt en een stuk kip voor Floris' neus houdt, doet Floris alsof hij nog steeds vreselijke honger heeft en probeert de kip te pakken. Wanneer dit niet lukt, laat hij zich tegen de tralies vallen en blijft daar liggen. Dan laat Sindala de Sergeant een gouden ring met een edelsteen zien en fluistert dat hij deze met hem wil ruilen voor wat water en brood. Dit wil de Sergeant wel en hij steekt een kan water en wat brood door de tralies. Sindala ligt op de grond, zogenaamd verzwakt door de honger, en vraagt of hij het brood wat dichterbij wil houden omdat hij er niet bij kan. Wanneer de Sergeant dat doet, grijpt Floris hem bij zijn arm en kan Sindala zijn sleutels pakken en de deur van de cel opendoen. De Sergeant krijgt van Floris nog een paar flinke rammen met de deur zodat hij uitgeschakeld is. Dan slaan ze nog twee soldaten neer, wiens kleren Floris en Flip aantrekken.
Verkleed als soldaten gaan ze, met Sindala als zogenaamde gevangene, de kerker binnen. Van Rossem, die nog steeds Reinbout aan het folteren was, komt op hen af, en Flip zet snel een mes op zijn keel en Floris schakelt de beul uit. Dan binden Floris en Flip Van Rossem vast, terwijl Sindala Reinbout losmaakt van de pijnbank. Ze vluchten naar buiten en Sindala gooit een touw de lucht in, dat blijft hangen zonder dat het ergens aan vastzit. Floris geeft hiervoor de verklaring aan Flip en Reinbout: "geestelijke krachten". Ze klimmen aan het touw naar boven en kunnen zo over de kasteelmuur komen. Wanneer de soldaten van Van Rossem hem achterna willen en ook in het touw klimmen, knipt Sindala met zijn vingers en valt het touw met de soldaten naar beneden. Wanneer Floris en Sindala met Reinbout op zijn kasteel aankomen, blijkt het dat Reinbouts zegel in een van de knopen van zijn tuniek verstopt zat. Nu kunnen Floris en Sindala met het krijgsplan verder naar Utrecht.
Gastrollen: Nar (Jack Horn), Barend van Hackfort (Ad Hoeymans), Reinbout (Cees Pijpers), met Carol van Herwijnen, Tommy Verwey, Henk Votel en Coen Pronk.

### 8.De Alruin
Wolter van Oldenstein is jarig en Floris heeft − op aanraden van een nieuwe koksmaat − een cadeau voor hem gekocht. Het is een plankje met kettinkjes eraan; aan die kettinkjes hangen verschillende soorten mineralen en edelstenen. Floris legt aan Sindala uit dat je het gif uit vergiftigd eten kan zuiveren door dit plankje erboven te houden. Sindala gelooft dit niet.
Ondertussen heeft de kok een nieuwe hulp aangenomen. Samen met hem bekijkt hij nog eens het eten dat is klaargemaakt voor het verjaardagsmaal van Heer Wolter. Hij ziet echter niet dat de nieuwe keukenhulp achteraf de inhoud van een flesje in de soep leeggiet. Voordat de maaltijd begint, worden alle cadeaus (inclusief het cadeau van Floris) aan Heer Wolter gegeven. Wanneer de soep geserveerd wordt, houdt Floris het plankje boven de ketel en stelt Van Oldenstein gerust: hij kan nu niet vergiftigd worden. Heer Wolter kan wel lachen om Floris' bijgeloof.
Iedereen die aan tafel zit eet een kom soep, behalve Sindala en Floris. Sindala eet niet van de soep omdat er vlees in zit (hij is vegetariër), en Floris morst nog voordat hij een hap kan nemen op zijn nieuwe pak, zodat hij naar de keuken moet om de vlekken uit te wassen. Wanneer Floris terugkomt uit de keuken wordt de soep net weggehaald. Dan blijken alle anderen opeens in een diepe slaap te zijn gevallen. Sindala concludeert dat er dus een vergif in de soep moet hebben gezeten, en dat dit het werk van een spion van Gelre is geweest. Op zijn kamer probeert hij met verschillende proefjes een tegengif te vinden, en dit lukt: het tegengif is het sap van de alruin.
Floris en Sindala vertrekken naar magister Roges. Ze vragen hem waar ze de alruin kunnen vinden. De magister schrikt bij het horen van het woord alruin. Dit zou een gevaarlijke magische plant zijn: als hij op een ander tijdstip dan middernacht wordt geplukt dan zou de alruin schreeuwen en degene die hem geplukt heeft stapelgek maken. Sindala gelooft dit verhaal niet en uiteindelijk vertelt de magister hem waar hij de alruin kan vinden. Floris en Sindala gaan weer verder. Bij de galgenheuvel aangekomen gaat Sindala de alruin plukken. Terwijl hij weg is, wordt Floris gegrepen door de soldaten van Gelre. Dan klinkt er een harde schreeuw van achter de galgenheuvel en Sindala komt tevoorschijn met zijn hand vol alruinen. Zwaaiend op zijn benen en pratend tegen een fictieve jonkvrouw doet hij alsof hij gek geworden is. De soldaten zijn hierdoor afgeleid. Veinzend een handkus te willen geven bijt Sindala een van hen en in de daarop volgende consternatie lukt het Floris en Sindala hen te verslaan. Sindala legt uit dat hij slechts deed alsof hij gek was toen hij zag dat Floris werd aangevallen en daarom schreeuwde. Met die schreeuw deed hij alsof het uittrekken van de alruin hem krankzinnig had gemaakt. Ze keren terug naar kasteel Oldenstein en laten de kok de alruinen klaarmaken.
Gastrollen: Roges (Ton Lensink), Kok (Hero Muller), Barend van Hackfort (Ad Hoeymans), met John Smit en Joop van Tol.

### 9.Het Brandende Water
Gravin Ada van Couwenberg rouwt en mag zich daarom gedurende zes weken niet in het openbaar vertonen. Ze maakt zich echter zorgen om de veiligheid van het testament waarin zij als erfgenaam wordt aangewezen, en dit is niet onterecht. Van Rossem en de soldaten van Gelre zitten namelijk achter dit testament aan en hebben de hulp ingeroepen van Lange Pier om het te bemachtigen. Wanneer er iemand binnendringt in het kasteel van de gravin om het testament te stelen, weten de gravin en haar kamermeisje Viola hem te verjagen. Gravin Ada is nu echter van plan om zelf het testament in veiligheid te brengen en ontsnapt samen met Viola uit haar eigen kasteel, beiden vermomd als mannen.
Ondertussen heeft de niet al te subtiele Lange Pier een echtpaar uit hun huis verjaagd zodat hij zich tegoed kan doen aan het daar aanwezige avondeten. Dit echtpaar komt Ada en Viola tegen en vraagt hen om hulp. Ada en Viola gaan erop af en proberen Lange Pier te verjagen, maar dit heeft niet het gewenste effect. Ze worden opgenomen in de bende van Lange Pier, maar wanneer een onderdaan − Gozewijn − van de gravin binnen komt stormen en verklapt wie Ada en Viola echt zijn, worden Ada en Gozewijn gevangengenomen. Viola ontsnapt en gaat op weg naar Oldenstein om hulp te halen.
Onderweg wordt ze bijna geraakt door een pijl van Floris, die op appels aan het schieten was, maar miste doordat hij schrok van Viola. Ze vertelt hem en Sindala dat Ada gevangen is genomen door een grote schreeuwende man met een zwarte baard. Sindala begrijpt meteen dat dat Lange Pier moet zijn. Met zijn drieën gaan ze op zoek naar Lange Pier en wanneer ze hem en zijn bende vinden, blijkt het dat ze een ingewikkeld plan moeten bedenken. Ada en Gozewijn zijn vastgebonden en hebben beiden een uiteinde van een lange stok in hun mond. Aan de stok zit een ringetje met een touwtje eraan − aan dat touwtje hangt het testament, boven een vuur. Wanneer een van hen loslaat, zal het testament verbranden en is Ada haar recht op het kasteel en geld kwijt. Viola verkleedt zich als een van de mannen van Lange Pier en Floris gaat met zijn kruisboog klaarzitten. Om goed zicht te hebben op de situatie, moet hij een sloot doorwaden. Na een tijdje heeft Floris nog steeds geen teken gegeven dat hij klaarzit, en Sindala gaat kijken wat er aan de hand is. Het blijkt dat er gassen in de sloot zitten en hierdoor is Floris buiten bewustzijn geraakt. Sindala haalt hem uit de sloot en vindt een andere plek waarvandaan er geschoten kan worden. Sindala geeft een vogelgeluid als teken en Viola haalt de mannen over om Ada te gaan pesten. Ze beginnen Ada te kietelen, en Viola gebaart naar haar dat ze de stok moet loslaten. Wanneer ze dit doet, schiet Floris het testament uit de lucht en rent Sindala ermee weg. Wanneer Lange Pier en zijn mannen achter hen aan komen, springen ze over de sloot en steekt Sindala het gas boven de sloot in brand. De bijgelovige Lange Pier ziet het brandende water als het werk van de duivel en geeft op. Het testament en de gravin zijn gered.
Gastrollen: Ada (Diana Dobbelman), Viola (Ida Bons), Gozewijn (Ab van der Linden), met Eric Schuttelaar, Nico Deegen, Johan Sirag en Mela Soesman.

### 10.De Wonderdoener
In het dorp bij Kasteel Oldenstein is een kwakzalver bezig. Veltman verkoopt de mensen slootwater, wagensmeer en geitenkeutels, en doet alsof dit geneeskrachtige drankjes, zalfjes en pillen zijn. Ondertussen is Sindala, die veel verstand blijkt te hebben van de geneeskunde, ook als dokter actief in het dorp, maar op een eerlijke manier. Wanneer hij de kwakzalver tegenkomt, probeert deze hem een potje "zalf" te verkopen. Sindala heeft meteen door dat het wagensmeer is, en wijst de kwakzalver erop dat het even oneerlijk is om mensen gewoon te bestelen.
Als de kwakzalver later zijn verse flesjes slootwater in het dorp aan het verkopen is, komen er twee lamme mannen en een blinde naar hem toe. Het publiek staat erop dat hij hen een drankje verkoopt, en wonderbaarlijk genoeg blijkt dat ze opeens weer kunnen zien en lopen. Opeens wil iedereen, nu het blijkt te werken, ook drankjes, zalfjes en pilletjes bij hem kopen. De kwakzalver weet niet wat hij meemaakt en gaat snel naar de sloot terug om zijn flesjes weer te vullen.
Daar komt hij de mannen die hij zojuist genezen dacht te hebben weer tegen. Ze blijken bij Maarten van Rossem te horen en waren helemaal niet blind en lam. De kwakzalver vindt hen eerst maar een stelletje vuile bedriegers, maar realiseert zich dan dat hij dat zelf ook wel een beetje is. Van Rossem heeft een plan om Floris en Sindala in zijn kerkers te krijgen. Wanneer de kwakzalver weer in het dorp is met zijn zogenaamde geneesmiddelen, komt Sindala naar hem toe en wijst de inwoners erop dat hij de echte dokter is. Wanneer Sindala hen aankijkt, doen de drie mannen alsof ze op slag weer lam en blind zijn geworden. De kwakzalver beschuldigt Sindala van hekserij en hij wordt gearresteerd door de schout.
Sindala weigert te bekennen dat hij schuldig is aan hekserij en wordt door de schout bedreigd met allerlei martelwerktuigen. Omdat hij nog steeds niet toegeeft, laat de schout hem door de beul in een ton stoppen die aan de binnenkant bekleed is met scherpe stalen punten. Deze ton wordt, met Sindala erin, heen en weer gerold en geschud. Dan maakt de beul de ton weer open en schrikt ontzettend. Niet omdat Sindala dood is, maar omdat hij niet eens gewond is en in de ton ligt te slapen: hij is immers een fakir. Sindala wordt weer vastgebonden en er wordt aangeklopt.
Het is Rogier, die Floris komt inleveren bij de schout in ruil voor geld. Floris wordt naast Sindala aan zijn armen vastgebonden, maar dit blijken neparmen te zijn. Terwijl de beul een gewicht aan Floris' voeten aan het binden is, laat Floris het gewicht dat om zijn nek hing op het hoofd van de beul vallen, die dan meteen buiten westen is. Floris maakt zichzelf en Sindala los, en ze vluchten het bos in. Daar wachten ze samen met Rogier de schout op, en leggen aan hem uit wat er nou echt aan de hand is. Samen met de schout gaan ze terug naar het dorp om de kwakzalver te ontmaskeren. Er wordt aan de mensen uitgelegd wat er nou echt in die flesjes en potjes zat, en voortaan vertrouwt men Sindala weer als dokter.
Gastrollen: Veltman (Henk van Ulsen), Schout (Bert Dijkstra), Rogier (Jacco van Renesse), met Chris van der Velde, Ferenc Schneiders, Henk Admiraal, Johan te Slaa en Bep Westerduin.

### 11.De Byzantijnse Beker I: Het Toernooi
Isabella, de dochter van Aernout, ligt ongeneeslijk ziek in bed. Govert en Roland, twee jonge mannen, willen alle twee met haar trouwen. Aernhout belooft dan om Isabella uit te huwelijken aan de man die haar zal genezen. Ondertussen wordt Floris er samen met Rogier door Heer Wolter op uit gestuurd om bekend te maken dat er een toernooi zal worden gehouden op kasteel Oldenstein. De winnaar van het toernooi zal als prijs de Byzantijnse Beker ontvangen. Deze staat bekend als een wonderbeker waarmee elke ziekte genezen kan worden.
Roland en Govert proberen nog steeds Isabella te genezen en roepen hiervoor de hulp in van allerlei zogenaamde wonderdokters. Dit werkt echter niet. Dan vertelt de Sergeant hen over het toernooi en de wonderbeker. Roland wil aan het toernooi gaan meedoen, maar Govert stopt de Sergeant geld toe om Floris te overvallen en de beker te stelen. Floris gaat langs bij Gravin Ada om haar namens Heer Wolter een uitnodiging voor het toernooi aan te bieden. Dan gaan hij en Rogier weer op weg naar Oldenstein, en stoppen onderweg even om wat te eten. Op dat moment komen er soldaten van Gelre tevoorschijn, die proberen de beker te stelen. Er volgt een gevecht en een achtervolging, maar uiteindelijk weten Floris en Rogier toch met de beker weg te komen. De soldaten slaan een langsrijdende Bourgondiër buiten westen en stelen zijn kleren.
Ondertussen komen op kasteel Oldenstein alle deelnemers en toeschouwers van het toernooi binnen. Zo ook Gravin Ada, die door een als Bourgondiër verklede Roland van haar paard geholpen wordt. Floris is meteen al een beetje jaloers. Dan komt Govert ook verkleed als Bourgondiër binnen. Hij verdedigt op het toernooi de eer van Isabella, waar Roland niet blij mee is. Ze moeten echter uitkijken dat ze niet ontmaskerd worden en mogen dus niet te veel opvallen met hun geruzie. Als tijdens het avondeten Roland de stoel van Gravin Ada aanschuift, is Floris nog minder blij met hem. Terwijl Floris met Ada de trap op loopt en haar haar kamer laat zien, vraagt Viola aan Rogier of hij een liefdesliedje kan zingen om het weer goed te maken tussen hen. Tijdens dit romantische liedje valt Floris echter in slaap, waarop Ada zegt dat dit Roland nooit zou overkomen, en hierdoor krijgen ze alleen nog maar meer ruzie.
Wanneer de volgende dag het toernooi begint, biedt Ada Roland aan om haar eer te verdedigen, tot grote woede van Floris. De ridders vechten tegen elkaar. Sindala houdt de stand bij en Floris is zogezegd de scheidsrechter. Wanneer Govert de regels overtreedt door verder te gaan met vechten terwijl Rolands helm is afgevallen, grijpt Floris in en wordt Govert gediskwalificeerd. Hij maakt later een opmerking tegen Ada (waar Floris bij staat) dat het verstandig is van Floris dat hij een ander de eer van zijn dame laat verdedigen. Dit laat Floris niet op zich zitten en vecht in het toernooi zonder harnas tegen Roland. Floris ontdekt tijdens het gevecht dat het schild van Roland is overgeschilderd en dat hij dus eigenlijk een ridder van Gelre is. Dan geeft Roland hem een klap met een knuppel, waardoor Floris in elkaar zakt. Ada en Sindala snellen naar hem toe. Dan wordt hij weggedragen op een brancard.
Gastrollen: Ada (Diana Dobbelman), Viola (Ida Bons), Isabella (Carola Gijsbers van Wijk), Govert (Hans Kemna), Roland (Lex Schoorel), Aernout (Sacco van der Made), Rogier (Jacco van Renesse), met Paul van Gorcum, Jan Apon, Peter Aryans en Frans Kokshoorn.

### 12.De Byzantijnse Beker II: De Genezing
Floris wordt op een brancard een kamer binnengedragen. Hij ligt stil en met zijn ogen dicht. Ada knielt bij hem neer en maakt zich vreselijk zorgen, wanneer Sindala begint te lachen. Floris moet ook lachen en staat op: hij deed maar alsof hij bewusteloos was. Dan wordt het schild van Roland binnengebracht: er staat duidelijk het wapen van Gelre op. Floris had Roland laten winnen omdat hij wil weten wat Roland met de beker wil doen. Als de beker aan hem overhandigd is, vertrekt Roland. Floris en Sindala volgen hem.
Onderweg wordt Roland neergeslagen door Govert, die ook de beker van hem steelt. Floris en Sindala vinden Roland en brengen hem naar een herberg, waar hij verzorgd wordt. Govert komt ondertussen aan op het kasteel van Aernout, waar hij Isabella uit de Byzantijnse Beker laat drinken. In de herberg komt Roland intussen bij en vertelt over de afspraak over het uithuwelijken van Isabella. Floris en Sindala gaan achter Govert aan om te voorkomen dat hij met Isabella trouwt. Ada en Viola, die ook de herberg zijn binnengekomen, moeten van Floris achterblijven om voor Roland te zorgen. De dames zelf denken daar echter anders over. Op het kasteel van Aernout komt Isabella bij: haar koorts is geweken dankzij de beker. Aernout belooft Govert dat hij met Isabella zal trouwen. Isabella wil echter met Roland trouwen.
Floris en Sindala proberen het kasteel binnen te komen, vermomd als bedelaars. De poortwachter trapt hier echter niet in en gaat hen met een zweep te lijf. Wanneer zijn zweep achter de poort blijft hangen, ziet Floris zijn kans schoon om hem neer te slaan. Eenmaal binnen blijkt dat iemand de zweep aan de poort heeft vastgebonden. Wanneer ze weer worden belaagd, rolt er iemand een ton van de trap, zodat de soldaten uitgeschakeld worden.
Floris en Sindala komen de kamer van Isabella binnen. Floris stelt haar gerust, terwijl Sindala de beker bekijkt. Het is geen wonderbeker, maar er blijkt vroeger opium in gezeten te hebben: er zit nog een klein laagje in, en hierdoor is Isabella's koorts verdwenen. Floris, Sindala en Isabella proberen het kasteel uit te vluchten, maar worden betrapt door Govert, waarna een hevig gevecht met de soldaten volgt. Ze worden in een hoek gedreven en Floris en Sindala worden gevangengenomen. Govert wil hen laten executeren, omdat ze weten dat Roland degene is die de beker eigenlijk heeft gewonnen. Ze worden weggebracht naar een beul.
Ondertussen is de bruiloft van Govert en Isabella begonnen. Floris en Sindala moeten op hun knieën zitten, met hun nek op een plank. Wanneer de beul zijn bijl heft, worden de soldaten die hen vasthouden van achteren neergeslagen door Ada en Viola. Er volgt een gevecht met de beul en de Sergeant. Uiteindelijk winnen ze, en Floris rent naar de kapel om de bruiloft te stoppen. Hij vecht met Govert en vertelt Aernout dat Roland degene is die de beker heeft gewonnen. Govert wordt gevangengenomen en Isabella trouwt met Roland. Wanneer Floris, Sindala, Ada en Viola weer naar Oldenstein willen vertrekken, laat Viola de beker tijdens een botsing met Floris per ongeluk in de slotgracht vallen. De priester die het huwelijk van Isabella en Roland heeft voltrokken springt er in paniek achteraan. Sindala, die geen zin heeft in getreuzel, knipt in zijn vingers, en op wonderlijke wijze springt de beker terug uit het water in Floris' hand. Iedereen staat versteld, maar Sindala zegt alleen maar: "En nou opschieten!"
Gastrollen: Ada (Diana Dobbelman), Viola (Ida Bons), Isabella (Carola Gijsbers van Wijk), Govert (Hans Kemna), Roland (Lex Schoorel), Aernout (Sacco van der Made), Rogier (Jacco van Renesse), Paul van Gorcum, Jan Apon, Peter Aryans en Frans Kokshoorn.

### Onvoltooide afleveringen
Er waren al delen opgenomen van twee andere afleveringen van Floris die nooit zijn afgemaakt. Van De bouwmeester (er zijn overeenkomsten maar ook verschillen met het Floris-stripverhaal De stille stroper) betrof dit maar enkele minuten waarin de hoofdpersonen niet voorkomen; maar Het gericht was al een stuk verder. Dit laatste scenario is later dan ook gebruikt voor de Duitse remake Floris von Rosemund. De originele opnames werden in 2016 teruggevonden en Het gericht is toen alsnog gemonteerd tot een lengte van iets meer dan 18 minuten, met striptekeningen voor de momenten uit het verhaal waar geen beeldmateriaal van was. Dit ging vervolgens in première op kasteel Doornenburg. Zowel Het gericht als het korte fragment van De bouwmeester zijn sindsdien online gepubliceerd door Omroep Gelderland.